# Liste der Auslandsreisen von Bundespräsident Frank-Walter Steinmeier

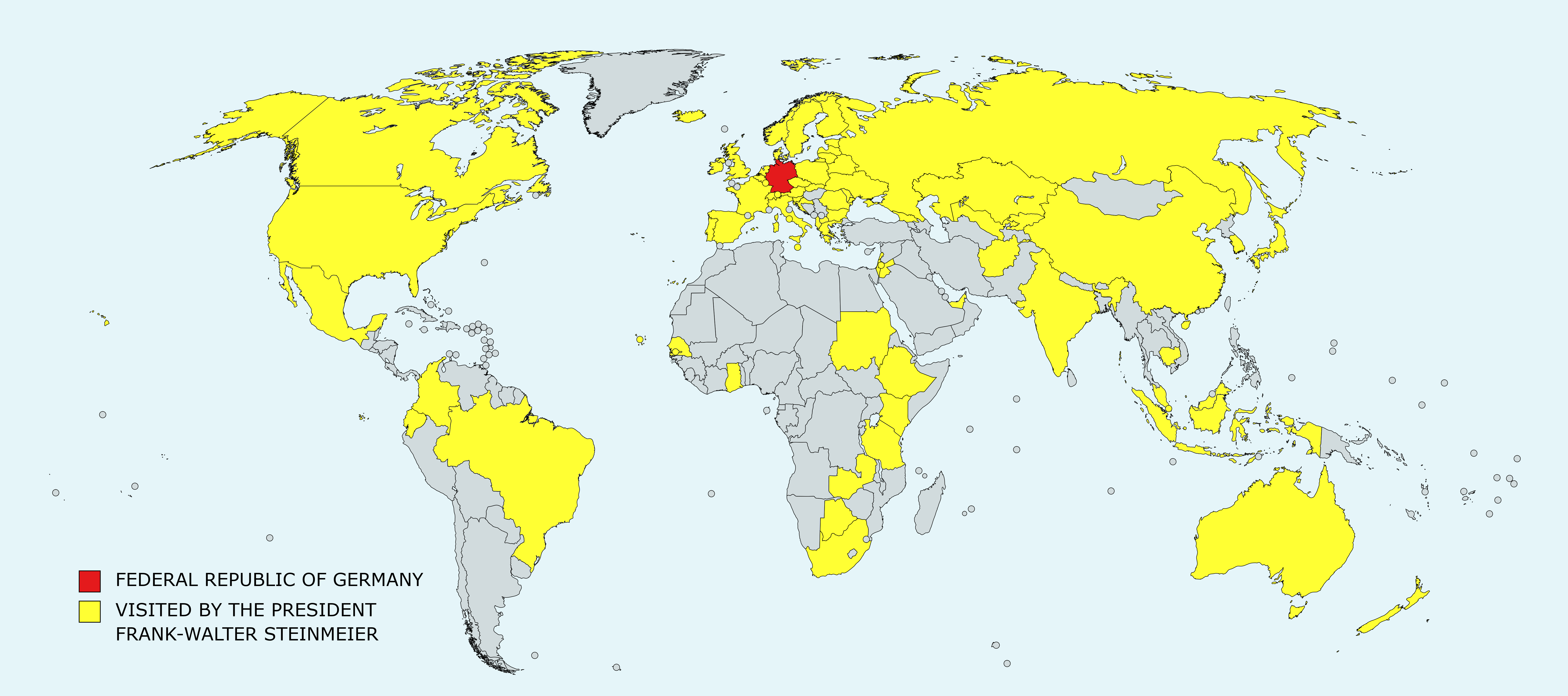
Übersicht der von Bundespräsident Frank-Walter Steinmeier besuchten Staaten

Die Liste der Auslandsreisen von Bundespräsident Frank-Walter Steinmeier enthält alle vom Bundespräsidialamt veröffentlichten offiziellen Auslandsreisen, die dieser seit seinem Amtsantritt am 19. März 2017 durchgeführt hat:

## 2017

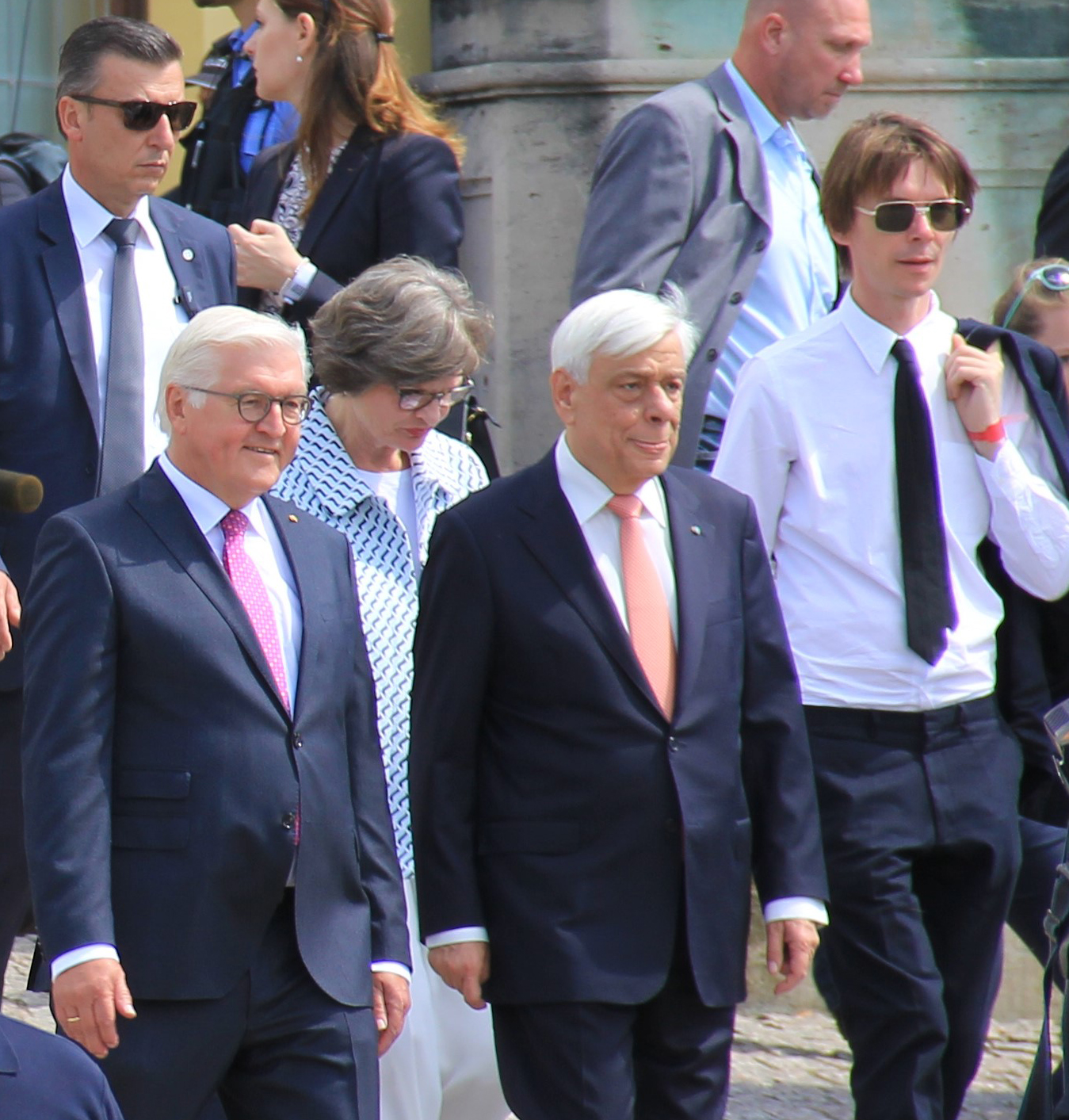
Bundespräsident Steinmeier mit dem griechischen Präsidenten Prokopis Pavlopoulos

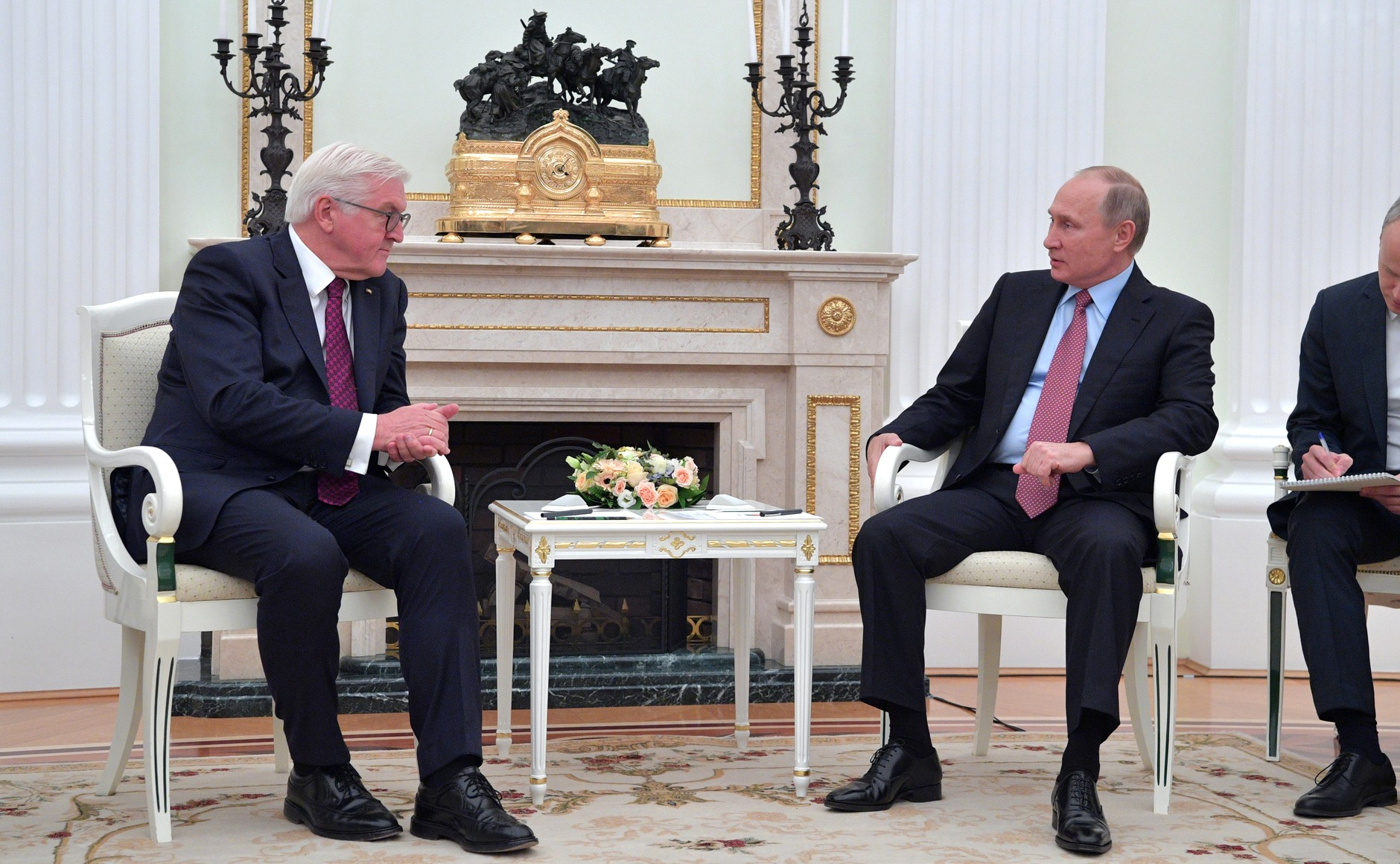
Bundespräsident Steinmeier mit dem russischen Präsidenten Wladimir Putin

| Datum                 | Ort                                                               | Hauptgrund |
| --------------------- | ----------------------------------------------------------------- | --- |
| 30. März              | Paris ( Frankreich)                                               | Treffen mit Staatspräsident François Hollande |
| 4. April              | Straßburg ( Frankreich)                                           | Treffen mit dem Präsidenten des Europäischen Parlaments Antonio Tajani und dem Präsidenten der Europäischen Kommission Jean-Claude Juncker |
| 7. und 8. April       | Athen ( Griechenland)                                             | Gespräche mit Staatspräsident Prokopis Pavlopoulos und Ministerpräsident Alexis Tsipras |
| 3. und 4. Mai         | Rom ( Italien)                                                    | Treffen mit Präsident Sergio Mattarella und Ministerpräsident Paolo Gentiloni |
| 6. bis 9. Mai         | Jerusalem, Tel Aviv und Herzlia ( Israel) & Ramallah ( Palästina) | Treffen mit dem israelischen Präsidenten Reuven Rivlin und dem israelischen Ministerpräsidenten Benjamin Netanjahu sowie mit dem Präsidenten der Palästinensischen Autonomiebehörde Mahmud Abbas |
| 19. Mai               | Warschau ( Polen)                                                 | Treffen mit Präsident Andrzej Duda und Ministerpräsidentin Beata Szydło |
| 3. Juni               | Brdo pri Kranju ( Slowenien)                                      | Teilnahme am Treffen der Staatsoberhäupter Südosteuropas; bilaterale Treffen mit dem slowenischen Präsidenten Borut Pahor, der kroatischen Präsidentin Kolinda Grabar-Kitarović, dem serbischen Präsidenten Aleksandar Vučić sowie dem kosovarischen Präsidenten Hashim Thaçi |
| 15. und 16. Juni      | Brüssel ( Belgien)                                                | Treffen mit NATO-Generalsekretär Jens Stoltenberg, dem Präsidenten des Europäischen Rates Donald Tusk sowie dem belgischen König Philippe und Königin Mathilde |
| 1. Juli               | Straßburg ( Frankreich)                                           | Teilnahme an einem europäischen Trauerakt für den verstorbenen ehemaligen deutschen Bundeskanzler Helmut Kohl |
| 11. und 12. Juli      | Astana ( Kasachstan)                                              | Treffen mit Präsident Nursultan Nasarbajew und Besuch der Expo 2017 |
| 13. Juli              | Masar-e Scharif und Kabul ( Afghanistan)                          | Besuch deutscher Truppen in Afghanistan sowie Treffen mit dem afghanischen Präsidenten Aschraf Ghani und dem Regierungsvorsitzenden Abdullah Abdullah |
| 14. und 15. Juli      | Wien ( Österreich)                                                | Treffen mit Bundespräsident Alexander Van der Bellen, Bundeskanzler Christian Kern und dem ehemaligen Bundespräsidenten Heinz Fischer |
| 22. und 23. August    | Tallinn ( Estland)                                                | Treffen mit Präsidentin Kersti Kaljulaid und Ministerpräsident Jüri Ratas |
| 23. und 24. August    | Riga ( Lettland)                                                  | Treffen mit Präsident Raimonds Vējonis und Ministerpräsident Māris Kučinskis |
| 24. und 25. August    | Vilnius und Rukla ( Litauen)                                      | Treffen mit Präsidentin Dalia Grybauskaitė und Ministerpräsident Saulius Skvernelis sowie Besuch des Kommandos der NATO Enhanced Forward Presence in Rukla |
| 12. September         | Prag ( Tschechien)                                                | Treffen mit Präsident Miloš Zeman |
| 14. und 15. September | Valletta und Siġġiewi ( Malta)                                    | Teilnahme am Treffen der Arraiolos-Gruppe der nichtexekutiven Staatsoberhäupter der Europäischen Union |
| 27. September         | Luxemburg ( Luxemburg)                                            | Teilnahme am Treffen der Staatsoberhäupter der deutschsprachigen Länder |
| 8. und 9. Oktober     | Rom ( Italien) und Vatikanstadt                                   | Audienz bei Papst Franziskus, Treffen mit Staatssekretär Pietro Parolin sowie Besuch der Gemeinschaft Sant’Egidio |
| 25. und 26. Oktober   | Moskau ( Russland)                                                | Treffen mit dem russischen Präsidenten Wladimir Putin und dem ehemaligen sowjetischen Präsidenten Michail Gorbatschow sowie Besuch des Menschenrechtszentrums Memorial |
| 2. und 3. November    | Singapur ( Singapur)                                              | Staatsbesuch - Treffen mit Staatspräsidentin Halimah Yacob und Premierminister Lee Hsien Loong - Rede an der Singapore Management University - Besuch der Singapore Botanic Gardens |
| 3. bis 5. November    | Perth und Sydney ( Australien)                                    | Staatsbesuch - Treffen mit dem australischen Premierminister Malcolm Turnbull in Perth - Treffen mit der Gouverneurin und dem Premierminister von Western Australia - Treffen mit dem Generalgouverneur in Australien, Peter Cosgrove, in Sydney - Treffen mit dem Gouverneur von New South Wales - Besuch des Sydney Opera House - Besuch des Barangaroo-Reserve, Teilnahme an einer Begrüssungszeremonie durch Vertreter der Aborigines |
| 5. bis 7. November    | Wellington und Auckland ( Neuseeland)                             | Staatsbesuch - Treffen mit der Generalgouverneurin in Neuseeland, Patsy Reddy - Treffen mit Premierminister Jacinda Ardern - Treffen mit Oppositionsführer Bill English - Besuch des Nationalmuseums Museum of New Zealand Te Papa Tongarewa |
| 10. November          | Paris, Soultz-Haut-Rhin und Wattwiller ( Frankreich)              | Treffen mit Präsident Emmanuel Macron und Besuch der Gedenkstätte auf dem Hartmannswillerkopf |
| 17. November          | Bratislava und Žilina ( Slowakei)                                 | Treffen mit Staatspräsident Andrej Kiska, Ministerpräsident Robert Fico und Parlamentspräsident Andrej Danko |
| 28. November          | London ( Vereinigtes Königreich)                                  | Mittagessen mit Königin Elisabeth II. und Prinz William, Duke of Cambridge, Besichtigung der Westminster Abbey |
| 11. bis 13. Dezember  | Accra ( Ghana)                                                    | Staatsbesuch; Treffen mit Präsident Nana Akufo-Addo, Besuch der Universität von Ghana |
| 13. und 14. Dezember  | Banjul ( Gambia)                                                  | Staatsbesuch; Treffen mit Präsident Adama Barrow |

## 2018
| Datum                 | Ort                                                                         | Hauptgrund |
| --------------------- | --------------------------------------------------------------------------- | --- |
| 27. bis 29. Januar    | Amman und al-Azraq ( Jordanien)                                             | Treffen mit dem jordanischen König Abdullah II., Besuch eines Flüchtlingslagers in al-Azraq und Besuch der Luftwaffenbasis Muwaffaq Salti Air Base |
| 29. bis 31. Januar    | Beirut ( Libanon)                                                           | Treffen mit dem libanesischen Präsidenten Michel Aoun, Ministerpräsident Saad Hariri und weiteren jordanischen Offiziellen. |
| 6. und 7. Februar     | Tokio ( Japan)                                                              | Treffen mit Premierminister Shinzō Abe und Kaiser Akihito |

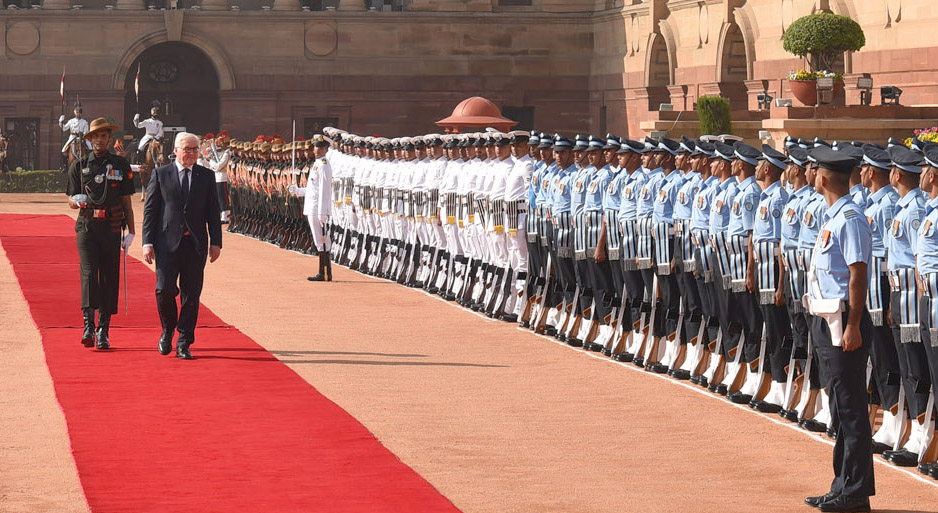
Bundespräsident Steinmeier beim Abschreiten der Ehrenformation in Indien

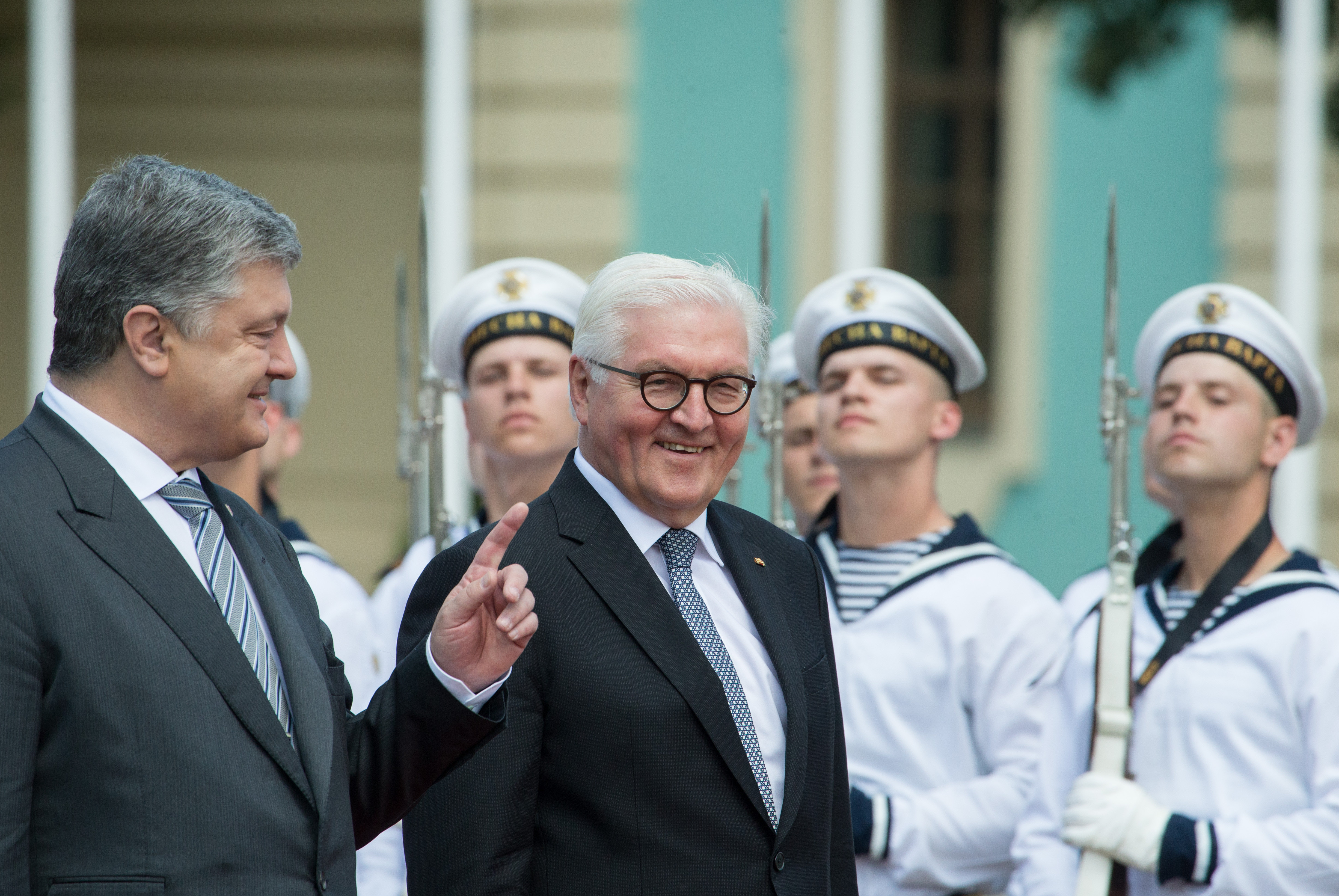
Bundespräsident Steinmeier mit dem ukrainischen Präsidenten Petro Poroschenko

| 7. bis 11. Februar    | Seoul, Pyeongchang und Gangneung ( Südkorea)                                | - Besuch des Gyeongbokgung - Treffen mit Präsident Moon Jae-in - Treffen mit dem Bürgermeister der Stadt Seoul, Park Won-soon - Besuch der Eröffnungsfeier der XXIII. Olympischen Winterspiele - Treffen mit deutschen Athleten und Besuch von Wettkämpfen der Olympischen Winterspiele im Alpensia Resort - Treffen mit dem Präsidenten des Internationalen Olympischen Komitees Thomas Bach und dem Präsidenten des Internationalen Paralympischen Komitees Andrew Parsons |
| 16. Februar           | Vilnius ( Litauen)                                                          | Teilnahme an den Feierlichkeiten zum 100. Jahrestag der Wiederherstellung des litauischen Staates |
| 1. und 2. März        | Lissabon und Porto ( Portugal)                                              | - Treffen mit Präsident Marcelo Rebelo de Sousa und Premierminister António Costa - Treffen mit dem Präsidenten des portugiesischen Parlaments Eduardo Ferro Rodrigues - Besuch des Mosteiro dos Jerónimos - Besuch der Universität Porto und der Franziskuskirche |
| 21. bis 26. März      | Varanasi, Neu-Delhi, Chennai und Mamallapuram ( Indien)                     | Staatsbesuch - Besuch des Archäologischen Museums von Sarnath - Teilnahme an einer Aarti-Zeremonie am Ganges - Rede an der University of Delhi - Treffen mit Präsident Ram Nath Kovind, Premierminister Narendra Modi und Außenministerin Sushma Swaraj - Besuch eines Daimler-Werks in Chennai - Besuch des Indian Institute of Technology Madras - Besichtigung des Tempelbezirks von Mahabalipuram                                                                        |
| 25. und 26. April     | Kehrsatz, Bern, Fribourg und Kilchberg ZH ( Schweiz)                        | Staatsbesuch - Treffen mit Bundespräsident Alain Berset - Treffen mit dem Gesamtbundesrat - Rede an der Universität Freiburg - Besuch der St.-Nikolaus-Kathedrale - Flug über den Aletschgletscher - Besuch des Grabes der Familie Mann |
| 15. und 16. Mai       | Amsterdam und Delft ( Niederlande)                                          | - Treffen mit König Willem-Alexander - Treffen mit Ministerpräsident Mark Rutte - Besuch der Technischen Universität Delft - Besuch des A'DAM-Turms, der ehemaligen Werft NDSM und des Rijksmuseums |
| 29. und 30. Mai       | Kiew und Lemberg ( Ukraine)                                                 | - Besuch der Grabstätte des ewigen Ruhms, des NRO-Verbunds, des Pototsky-Palastes, einer ukrainischen Schule und der Iwan-Franko-Universität Lemberg. - Treffen mit Staatspräsident Petro Poroschenko, Premierminister Wolodymyr Hrojsman und mit dem Künstler Serhij Zhadan. - Rede in der Kiew-Mohyla Akademie. - Besichtigung der Sophienkathedrale und der Lemberger Altstadt. - Gespräch mit der jüdischen Gemeinde an der Goldene-Rosen-Synagoge.                      |
| 5. und 6. Juni        | Warschau ( Polen)                                                           | - Treffen mit Präsident Andrzej Duda - Teilnahme an einer Konferenz anlässlich des 100. Jahrestages der Wiedererlangung der Unabhängigkeit Polens - Besuch des Museums der Geschichte der polnischen Juden - Kranzniederlegung am Warschauer Ghetto-Ehrenmal |
| 17. bis 21. Juni      | Los Angeles, Stanford und San Francisco ( Vereinigte Staaten)               | - Treffen mit dem Bürgermeister von Los Angeles, Eric Garcetti, dem Gouverneur von Kalifornien Jerry Brown und der ehemaligen US-Außenministerin Condoleezza Rice - Besuch des Getty Research Institute und der Stanford University - Besichtigung der Golden Gate Bridge |
| 29. Juni              | Minsk ( Belarus)                                                            | Teilnahme an der Eröffnung der Gedenkstätte für die Opfer des ehemaligen Vernichtungslagers Maly Trostinez und Treffen mit Präsident Aljaksandr Lukaschenka |
| 5. und 6. September   | Sils Maria und Riom-Parsonz ( Schweiz)                                      | Teilnahme am Treffen der Staatsoberhäupter der deutschsprachigen Länder |
| 13. und 14. September | Riga und Rundāle ( Lettland)                                                | Teilnahme am Treffen der Arraiolos-Gruppe der nichtexekutiven Staatsoberhäupter der Europäischen Union |
| 17. bis 19. September | Helsinki und Oulu ( Finnland)                                               | Staatsbesuch - Treffen mit Staatspräsident Sauli Niinistö - Treffen mit Ministerpräsident Juha Sipilä - Besuch der Festungsinsel Suomenlinna |
| 9. Oktober            | Wien ( Österreich)                                                          | Gespräch mit dem österreichischen Bundespräsidenten Alexander Van der Bellen und dem slowakischen Präsidenten Andrej Kiska |
| 10. bis 12. Oktober   | Athen, Chaidari und Kalamata ( Griechenland)                                | Staatsbesuch - Treffen mit Staatspräsident Prokopis Pavlopoulos - Treffen mit Ministerpräsident Alexis Tsipras - Treffen mit Oppositionsführer Kyriakos Mitsotakis - Verleihung der Ehrendoktorwürde durch die Juristische Fakultät der Universität Athen - Besuch der Gedenkstätte des KZ Chaidari - Besichtigung der Ausgrabungsstätten des Antiken Messini - Treffen mit Start-up-Unternehmern in Kalamata                                                                |
| 24. und 25. Oktober   | Madrid, Badajoz und Mérida ( Spanien)                                       | Offizieller Besuch - Treffen mit König Felipe VI., Ministerpräsident Pedro Sánchez und Parlamentspräsidentin Ana Pastor Julián - Treffen mit dem Präsidenten der Regierung der Provinz Extremadura Guillermo Fernández Vara - Besuch eines Technologieparks bei Badajoz - Besuch einer Hotelfachschule in Mérida |
| 4. November           | Straßburg ( Frankreich)                                                     | Teilnahme an einem Gedenkkonzert zum Ende des Ersten Weltkriegs vor 100 Jahren im Straßburger Münster und Treffen mit Präsident Emmanuel Macron |
| 11. November          | London ( Vereinigtes Königreich)                                            | Teilnahme an einer Gedenkzeremonie zum Ende des Ersten Weltkriegs vor 100 Jahren am nationalen Ehrenmal sowie an einem Gedenkgottesdienst in der Westminster Abbey |
| 18. bis 21. November  | Kapstadt und Johannesburg ( Südafrika)                                      | Staatsbesuch - Treffen mit Präsident Cyril Ramaphosa - Treffen mit Oppositionsführer Mmusi Maimane - Besuch des Ponte Towers und des Apartheid Museums - Besuch des Zeitz Museum of Contemporary Art Africa und des Botanischen Gartens Kirstenbosch |
| 21. und 22. November  | Gaborone ( Botswana)                                                        | Staatsbesuch - Treffen mit Präsident Mokgweetsi Masisi - Treffen mit der Generalsekretärin der Entwicklungsgemeinschaft des südlichen Afrikas, Stergomena Tax |
| 4. bis 10. Dezember   | Guangzhou, Zhongshan, Chengdu, Dujiangyan und Peking ( Volksrepublik China) | Staatsbesuch - Treffen mit Präsident Xi Jinping - Treffen mit Ministerpräsident Li Keqiang - Besuch des Canton Tower und des Kanton-Oper-Museums; Bootsfahrt auf dem Perlfluss - Rede an der Sichuan-Universität - Besuch des Dujiangyan-Bewässerungssystems und der Chengdu Research Base of Giant Panda Breeding - Besuch der Verbotenen Stadt - Besuch des Ateliers von Xu Bing                                                                                           |

## 2019
| Datum                       | Ort                                            | Hauptgrund |
| --------------------------- | ---------------------------------------------- | --- |
| 23. Januar                  | Schaan ( Liechtenstein)                        | Teilnahme am Festakt „300 Jahre Fürstentum Liechtenstein“ |

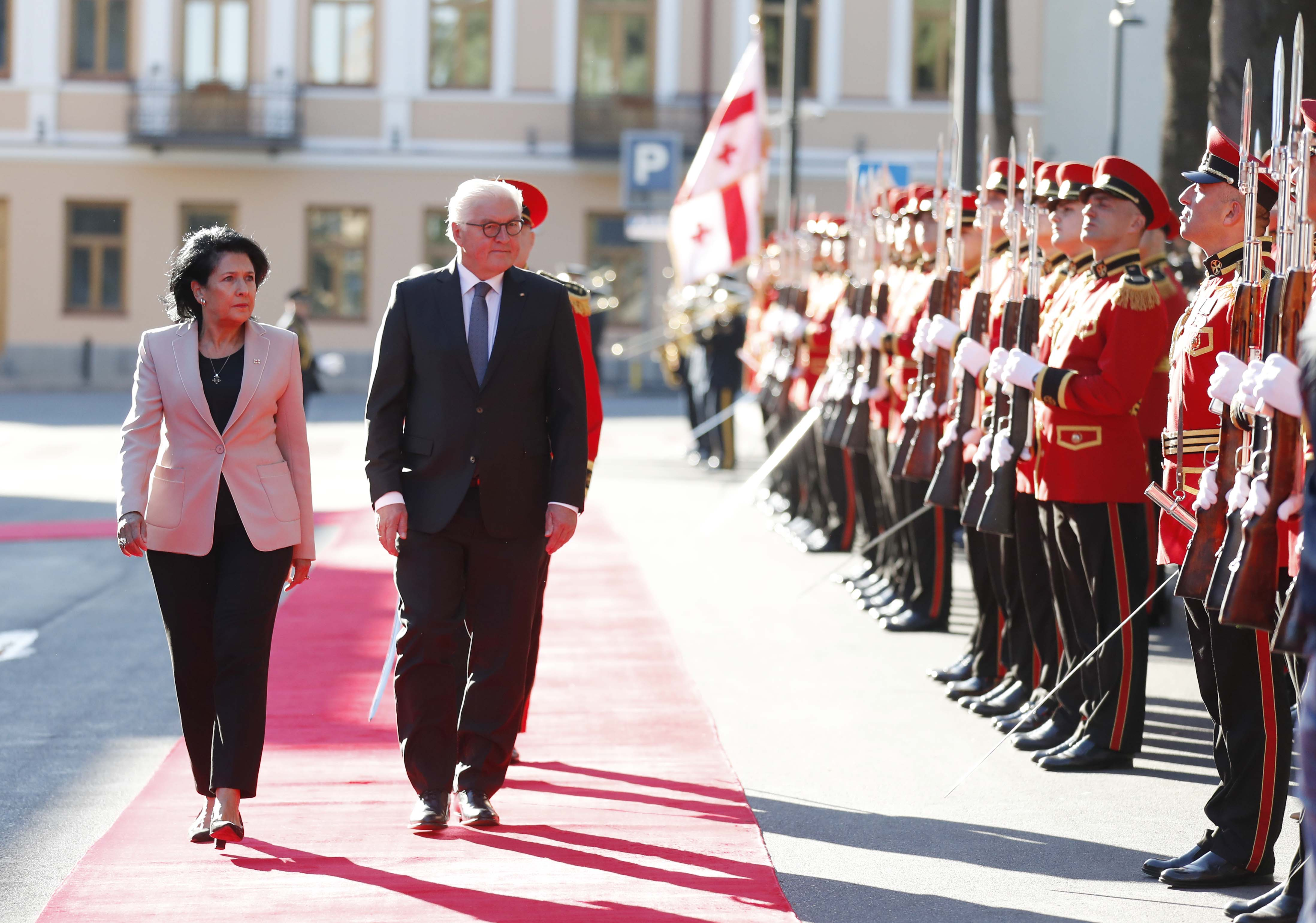
Bundespräsident Steinmeier mit der georgischen Präsidentin Salome Surabischwili

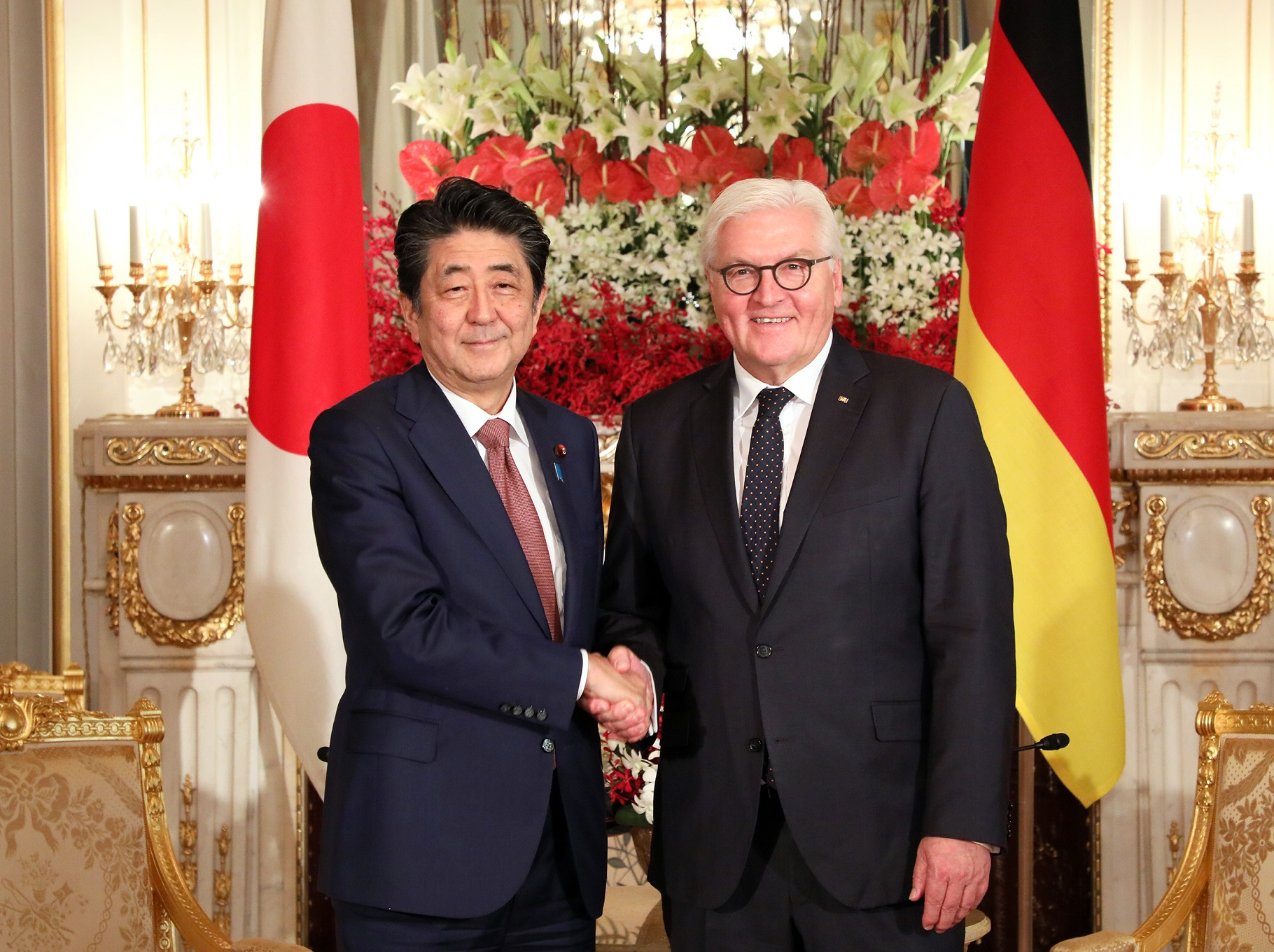
Bundespräsident Steinmeier mit dem japanischen Premierminister Shinzō Abe

| 27. bis 30. Januar          | Addis Abeba und Lalibela ( Äthiopien)          | Staatsbesuch - Treffen mit Präsidentin Sahle-Work Zewde - Treffen mit Ministerpräsident Abiy Ahmed - Besichtigung der Felsenkirchen von Lalibela - Treffen mit dem Vorsitzenden der Afrikanischen Union, Moussa Faki |
| 11. bis 13. Februar         | Cartagena, Isla Grande und Bogotá ( Kolumbien) | - Besuch des Naturschutzgebietes auf den Islas del Rosario - Treffen mit Vertretern der indigenen Gemeinschaft der Kogi - Treffen mit Präsident Iván Duque - Treffen mit venezolanischen Flüchtlingen in einem Camp |
| 13. bis 16. Februar         | Quito, Baltra und Guayaquil ( Ecuador)         | - Treffen mit Präsident Lenín Moreno - Rede an der Päpstlichen Katholischen Universität von Ecuador - Besuch des Vulkans Antisana und weiteren Wirkungsstätten von Alexander von Humboldt - Besuch der Charles Darwin Foundation auf den Galapagosinseln |
| 20. bis 22. März            | Zagreb und Split ( Kroatien)                   | - Treffen mit Präsidentin Kolinda Grabar-Kitarović - Treffen mit Parlamentspräsident Gordan Jandroković - Kranzniederlegung auf dem Mirogoj-Friedhof - Besuch des Eurocampus Zagreb - Besuch des Unternehmens Rimac Automobili - Treffen mit dem Gespan der Gespanschaft Split-Dalmatien und dem Bürgermeister der Stadt Split, Andro Krstulović Opara - Besuch der Unterkunft für Obdachlose der Organisation MoST - Treffen mit Vertretern der Organisation Pokret Otoka                                                              |
| 4. bis 5. April             | Sofia und Plowdiw ( Bulgarien)                 | - Treffen mit Präsident Rumen Radew - Treffen mit Ministerpräsident Bojko Borissow - Treffen mit der Präsidentin der Volksversammlung, Tsetska Karajantschewa - Treffen mit dem Bürgermeister der Stadt Plowdiw, Iwan Totew - Besichtigung des Klosters Batschkowo |
| 9. bis 10. Mai              | Ljubljana und Kobarid ( Slowenien)             | - Treffen mit Staatspräsident Borut Pahor - Treffen mit Ministerpräsident Marjan Šarec - Treffen mit dem Präsidenten der Staatsversammlung, Dejan Židan - Teilnahme an einer Diskussionsrunde mit Studierenden der sozialwissenschaftlichen Fakultät an der Universität Ljubljana zur Zukunft Europas |
| 27. bis 29. Mai             | Taschkent, Urganch und Xiva ( Usbekistan)      | - Treffen mit Staatspräsident Shavkat Mirziyoyev - Besuch der Garnspinnerei Bakan Tex - Besuch des Goethe-Institut Usbekistan - Gespräch mit Studierenden der Universität Urganch - Rundgang durch die Altstadt Xiva |
| 3. bis 4. Juni              | Linz ( Österreich)                             | Teilnahme am Treffen der Staatsoberhäupter der deutschsprachigen Länder |
| 5. Juni                     | Ljubljana ( Slowenien)                         | Teilnahme am Gipfeltreffen der Drei-Meere-Initiative |
| 12. bis 14. Juni            | Reykjavík und die Vestmannaeyjar ( Island)     | Staatsbesuch - Gespräch mit Staatspräsident Guðni Th. Jóhannesson - Besuch des Ateliers von Ólafur Elíasson - Gespräch mit Premierministerin Katrín Jakobsdóttir - Gespräch mit Parlamentspräsident Steingrímur J. Sigfússon - Besichtigung des Gletschers Sólheimajökull - Besuch des Fischerei-Unternehmens VSV - Besichtigung des Eldfell-Vulkans und des Vulkanausbruchsmuseums Eldheimar |
| 15. bis 16. Juni            | Kultaranta ( Finnland)                         | - Treffen mit Präsident Sauli Niinistö - Ansprache zur Eröffnung der Kultaranta-Gespräche |
| 25. August                  | Fivizzano ( Italien)                           | - Treffen mit Präsident Sergio Mattarella - Gedenken an die Opfer der Massaker von Fivizzano |
| 31. August und 1. September | Łódź, Wieluń und Warschau ( Polen)             | - Treffen mit Staatspräsident Andrzej Duda - Ansprache bei der Gedenkfeier zum 80. Jahrestag des Beginns des Zweiten Weltkriegs in der Stadt Wieluń - Besuch historischer Orte Wieluńs zum Gedenken an die Bombardierung vom 1. September 1939 mit Kranzniederlegung sowie der Besuch des Heimatmuseums - Ansprache bei der Gedenkfeier der Republik Polen und Besuch des Konzertes anlässlich des 80. Jahrestages des Beginns des Zweiten Weltkriegs sowie Kranzniederlegung der Staatsoberhäupter am Grabmal des Unbekannten Soldaten |
| 19. und 20. September       | Rom und Neapel ( Italien)                      | Staatsbesuch - Bilaterale Treffen mit Staatspräsident Sergio Mattarella und Ministerpräsident Giuseppe Conte sowie mit der Präsidentin des Italienischen Senats Maria Casellati und dem Präsidenten der Abgeordnetenkammer Roberto Fico - Diskussion mit italienischen Kulturschaffenden in der Bibliotheca Hertziana - Gang durch die Altstadt von Neapel, Besuch der Basilika Santa Maria della Sanità, Empfang in der Villa Rosebery                                                                                                 |
| 30. September               | Paris ( Frankreich)                            | Teilnahme an der Trauerfeier für den ehemaligen französischen Präsidenten Jacques Chirac |
| 6. bis 8. Oktober           | Tiflis und Telawi ( Georgien)                  | - Bilaterale Treffen mit Staatspräsidentin Salome Surabischwili und Premierminister Giorgi Gacharia sowie mit dem Präsidenten des georgischen Parlaments Artschil Talakwadse - Treffen mit Ilia II., Patriarch der Georgisch-Orthodoxen Kirche - Gang durch die Altstadt von Tiflis - Besichtigung des Alawerdi-Klosters sowie des Palasts von Erekle II. - Gespräch mit deutschen Vertretern der EUMM-Mission an der Verwaltungsgrenzlinie zu Südossetien                                                                              |
| 10. bis 12. Oktober         | Athen ( Griechenland)                          | Teilnahme am Treffen der Arraiolos-Gruppe der nichtexekutiven Staatsoberhäupter der Europäischen Union |
| 20. bis 23. Oktober         | Tokio ( Japan)                                 | - Teilnahme an der Zeremonie zur Thronbesteigung durch Kaiser Naruhito und Kaiserin Masako von Japan - Gespräch mit Außenminister a. D. Fumio Kishida und dem Ministerpräsidenten von Japan, Shinzō Abe |
| 30. Oktober bis 1. November | Boston ( Vereinigte Staaten)                   | - Besichtigung des Gropius House - Gespräch mit dem Gouverneur von Massachusetts, Charlie Baker - Teilnahme an einer Diskussionsrunde an der Harvard Law School |
| 16. Dezember                | Bastogne ( Belgien)                            | - Ansprache bei den Gedenkfeierlichkeiten zum 75. Jahrestag des Beginns der Ardennenoffensive |

## 2020
| Datum                 | Ort                              | Hauptgrund |
| --------------------- | -------------------------------- | --- |

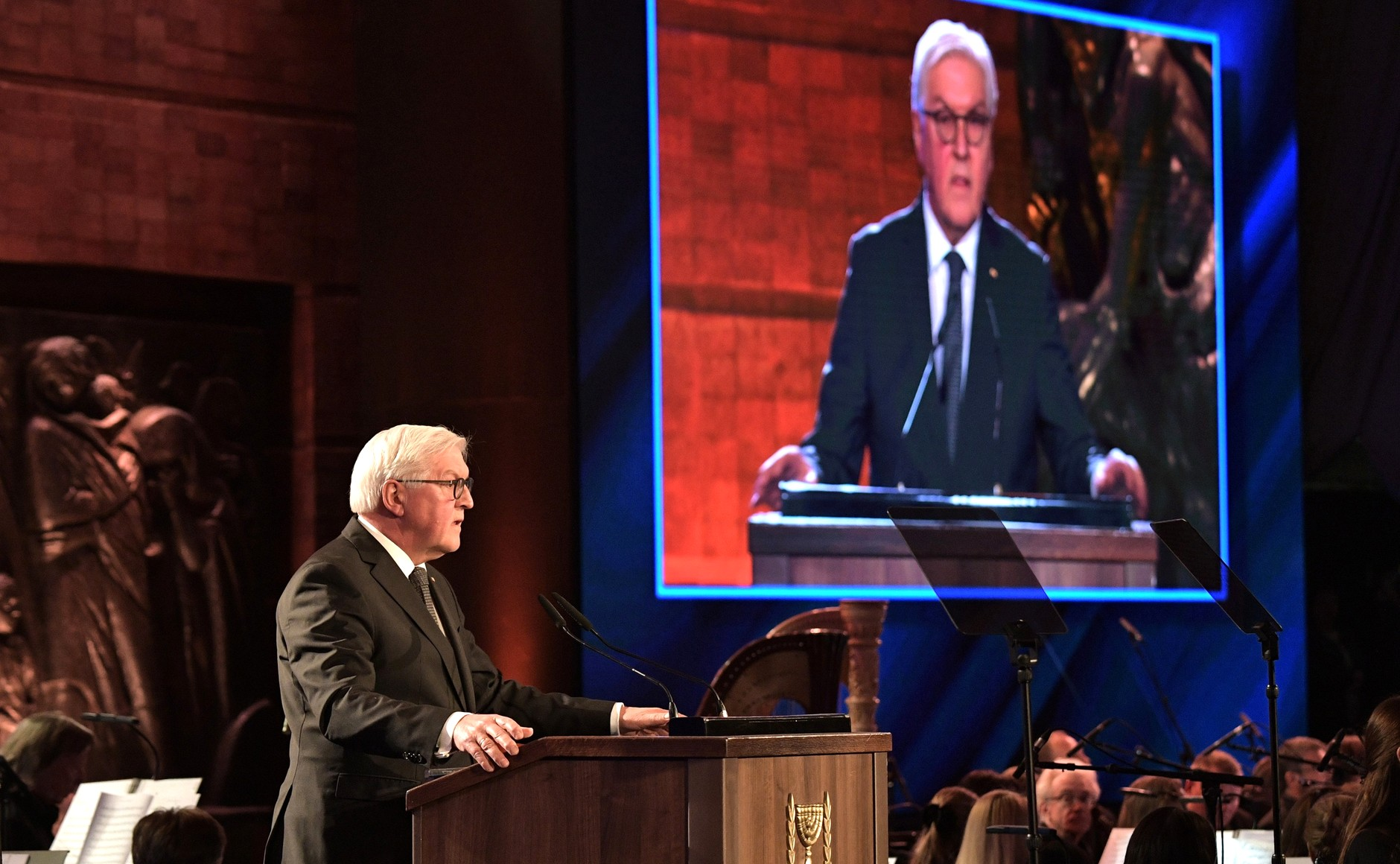
Bundespräsident Steinmeier in Israel

| 22. und 23. Januar    | Tel Aviv und Jerusalem ( Israel) | - Gespräch mit dem Präsidenten Reuven Rivlin - Rede beim 5. World Holocaust Forum Remembering the Holocaust: Fighting Antisemitism an der Holocaust-Gedenkstätte Yad Vashem |
| 27. Januar            | Oświęcim ( Polen)                | Besuch des KZ Auschwitz - Gang durch das ehemalige Stammlager I - Kranzniederlegung an der Todesmauer Besuch des KZ Auschwitz-Birkenau - Teilnahme an der Gedenkveranstaltung zum 75. Jahrestag der Befreiung des Konzentrations- und Vernichtungslagers Auschwitz - Gang der Repräsentanten der Überlebenden und der Staatsoberhäupter zum Internationalen Mahnmal für die Opfer des Konzentrationslagers und gemeinsames Aufstellen von Grablichtern am Mahnmal |
| 23. bis 26. Februar   | Nairobi und Kakuma ( Kenia)      | Staatsbesuch - Gespräch mit dem Präsidenten Uhuru Kenyatta - Kranzniederlegung am Mausoleum von Jomo Kenyatta - Besuch des UN-HABITAT-Hauptsitzes - Besuch des Sheldrick Wildlife Trust-Elefantenwaisenhauses - Besuch des Flüchtlingslagers Kakuma und Gespräch mit dem Gouverneur des Turkana County |
| 27. und 28. Februar   | Khartum ( Sudan)                 | - Gespräch mit dem Vorsitzenden des „Souveränen Rates“, Abdel Fattah Burhan, sowie mit Premierminister Abdalla Hamdok - Besuch des Nationalmuseum Sudan - Besuch des Protestortes der Radiologischen Fakultät an der Universität Sudan für Wissenschaft und Technologie |
| 22. und 23. August    | Salzburg ( Österreich)           | - Besuch der Salzburger Festspiele - Treffen mit Bundespräsident Alexander Van der Bellen |
| 17. und 18. September | Mailand ( Italien)               | - Treffen mit Staatspräsident Sergio Mattarella - Austausch mit Ärzten und ehemaligen Patienten über die Bewältigung der COVID-19-Pandemie |

## 2021
| Datum                 | Ort                                                                  | Hauptgrund |
| --------------------- | -------------------------------------------------------------------- | --- |

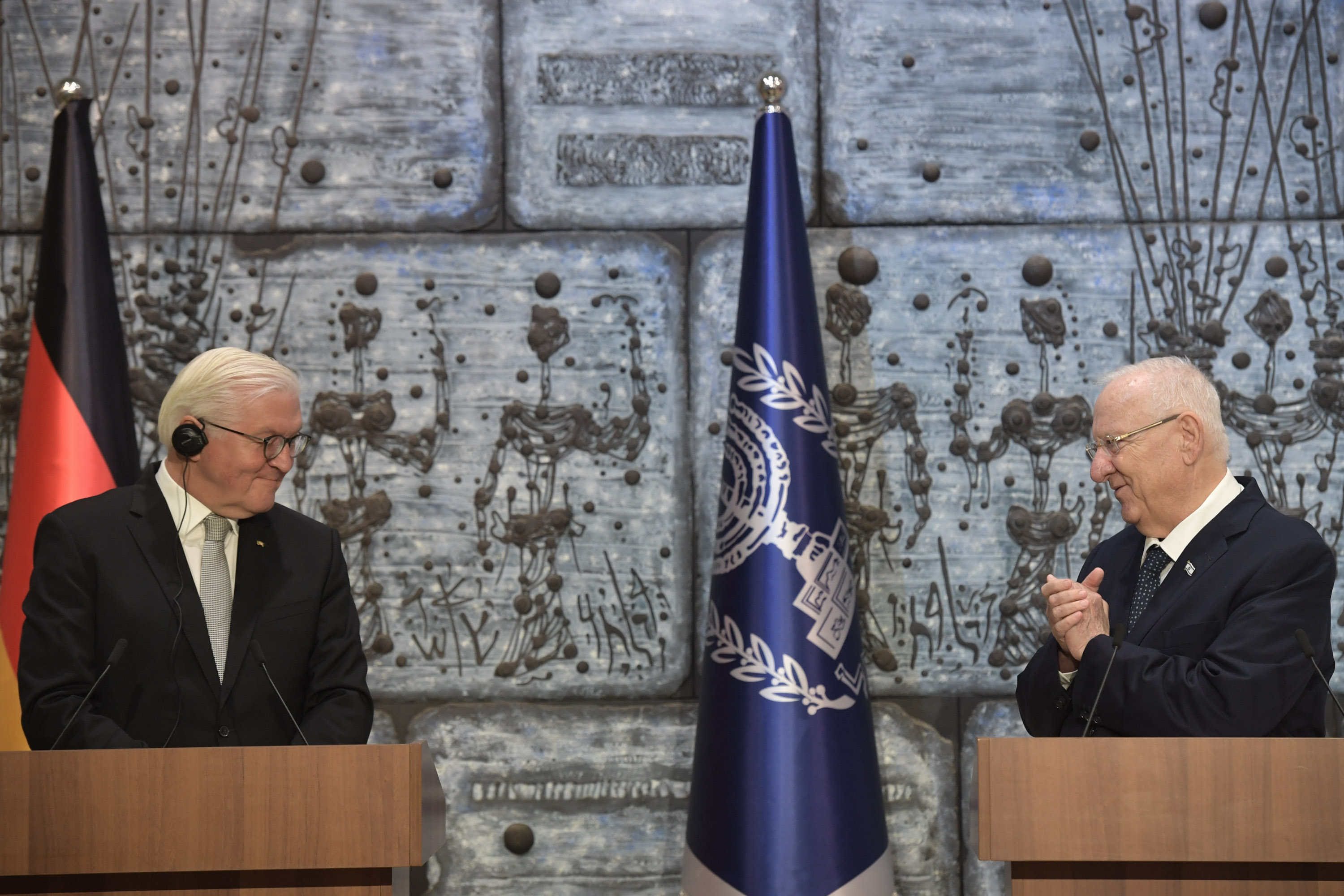
Bundespräsident Steinmeier mit dem israelischen Präsidenten Reuven Rivlin

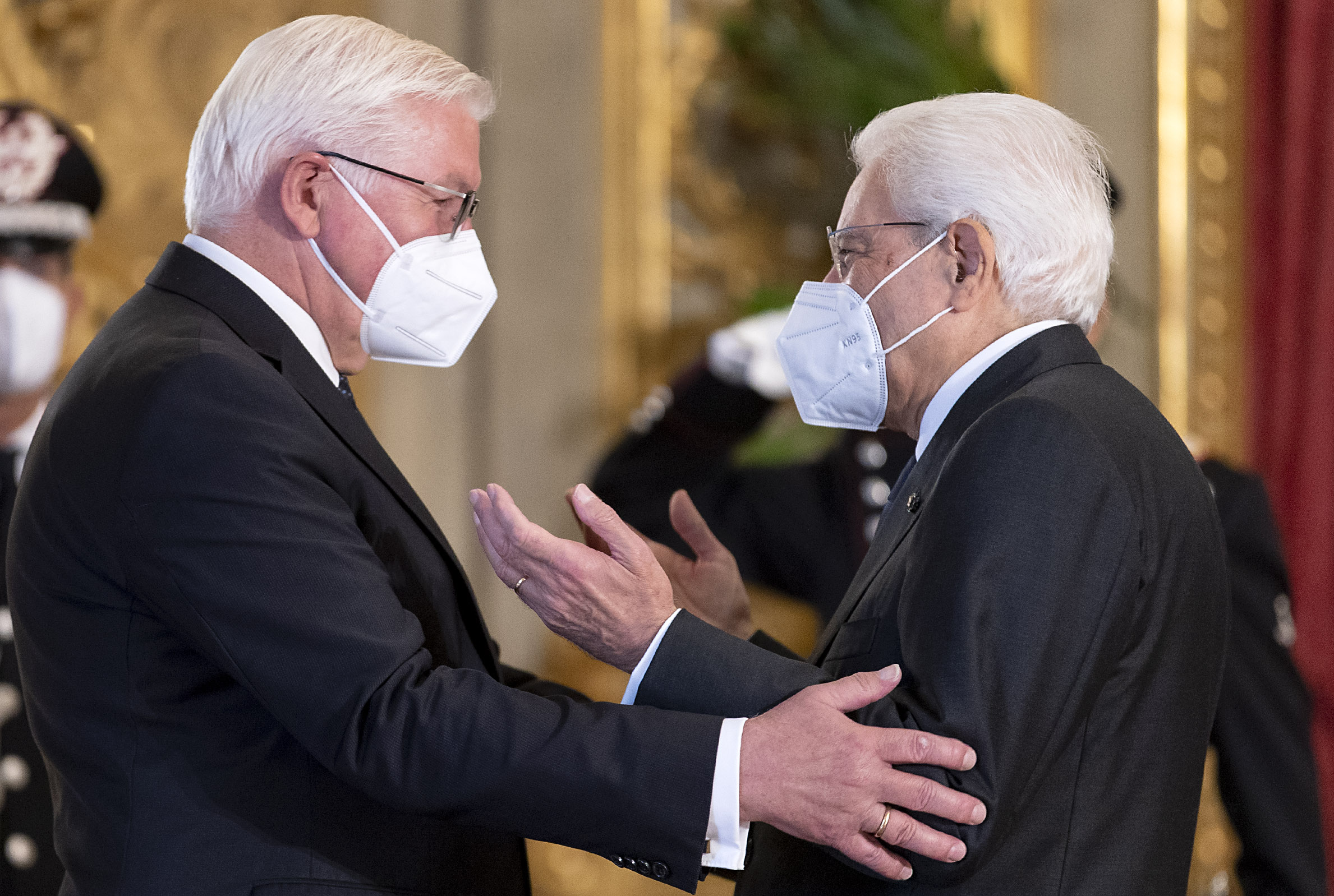
Bundespräsident Steinmeier mit dem italienischen Präsidenten Sergio Mattarella

| 26. April             | Paris ( Frankreich)                                                  | Gespräch mit dem französischen Staatspräsidenten Emmanuel Macron |
| 30. Mai               | Ljubljana ( Slowenien)                                               | Treffen mit dem slowenischen Präsidenten Borut Pahor sowie dem portugiesischen Präsidenten Marcelo Rebelo de Sousa zur EU-Trio-Ratspräsidentschaft dieser drei Länder |
| 12. bis 14. Juni      | Kolding, Haderslev, Aabenraa, Dybbøl Sogn und Sønderborg ( Dänemark) | - Treffen mit Ministerpräsidentin Mette Frederiksen - Besuch eines dänisch-deutschen Festgottesdienstes in der Marienkirche Hadersleben - Besuch des Deutschen Gymnasiums für Nordschleswig - Treffen mit Vertretern der deutschen Minderheit in Dänemark - Besuch der Düppeler Schanzen - Teilnahme am Festakt zum 100-jährigen Jubiläum der friedlichen dänisch-deutschen Grenzziehung - Treffen mit Königin Margrethe II. |
| 17. Juni              | Warschau ( Polen)                                                    | - Treffen mit Staatspräsident Andrzej Duda - Kranzniederlegung am Grabmal des unbekannten Soldaten - Ansprache und Diskussionsveranstaltung anlässlich des 30. Jahrestags der Unterzeichnung des Deutsch-polnischen Nachbarschaftsvertrages - Gespräch mit dem neuen Präsidenten des Internationalen Auschwitz Komitees, Marian Turski |
| 30. Juni bis 2. Juli  | Tel Aviv-Jaffa, Jerusalem und Sde Boker ( Israel)                    | Staatsbesuch - Besuch des Peres Center for Peace and Innovation - Verleihung des Bundesverdienstkreuzes an David Grossman, Michal Rovner, Avner Shalev und Regina Steinitz - Gespräch mit dem Präsidenten Reuven Rivlin - Kranzniederlegung am Grab von Theodor Herzl im Nationalfriedhof auf dem Herzlberg - Besuch der Gedenkstätte Yad Vashem - Gespräch mit dem Premierminister Naftali Bennett - Gespräch mit dem designierten Präsidenten Jitzchak Herzog - Gespräch mit dem alternierenden Premierminister Jair Lapid - Besuch des Deutschen Hospizes St. Charles Jerusalem - Besuch der Ben-Gurion-Universität im Negev - Besuch der Grabstätte von David Ben-Gurion                                                                       |
| 8. Juli               | Sofia ( Bulgarien)                                                   | Teilnahme am Abendessen des Gipfeltreffens der Drei-Meere-Initiative |
| 25. bis 27. August    | Prag und Ústí nad Labem ( Tschechien)                                | - Kranzniederlegung am Grab von Tomáš Garrigue Masaryk - Gespräch mit Staatspräsident Miloš Zeman - Gedenken an die Widerstandskämpfer des Heydrich-Attentats und die Opfer der deutschen Vergeltungsaktionen - Gespräch mit Ministerpräsident Andrej Babiš - Gespräch mit Senatspräsident Miloš Vystrčil - Gespräch mit Abgeordnetenhauspräsident Radek Vondráček - Besuch des deutsch-tschechischen Research and Innovation Centre on Advanced Industrial Production |
| 2. und 3. September   | Bratislava ( Slowakei)                                               | - Treffen mit Staatspräsidentin Zuzana Čaputová - Kranzniederlegung am Denkmal Tor der Freiheit - Besuch der Deutsch-Slowakischen Industrie- und Handelskammer - Treffen mit Ministerpräsident Eduard Heger |
| 7. bis 9. September   | Stockholm, Ekerö, Södertälje und Kiruna ( Schweden)                  | Staatsbesuch - Treffen mit König Carl XVI. Gustaf und Königin Silvia von Schweden - Besuch der Deutschen Kirche St. Gertrud - Rede vor dem Schwedischen Reichstag - Gespräch mit Ministerpräsident Stefan Löfven - Besuch von Schloss Drottningholm und des Schlosstheaters Drottningholm - Besuch des Scania-Werks - Treffen mit der Vorsitzenden des Stockholmer Stadtrates, Cecilia Brinck, und der Oberbürgermeisterin von Stockholm, Anna König Jerlmyr - Besuch des Karolinska-Universitätskrankenhauses - Virtuelle Einweihung des Sara Kulturhus in Skellefteå - Besuch des European Space and Sounding Rocket Range - Treffen mit der Regierungspräsidentin der Provinz Norrbotten, Lotta Finstorp - Besuch des Eisenerzbergwerkes Kiruna |
| 15. September         | Rom ( Italien)                                                       | Teilnahme am Treffen der Arraiolos-Gruppe der nicht-exekutiven Staatsoberhäupter der Europäischen Union |
| 24. September         | New York ( Vereinigte Staaten)                                       | - Rede bei der Generaldebatte der 76. Generalversammlung der Vereinten Nationen - Gespräche mit dem Generalsekretär der Vereinten Nationen, António Guterres, und anwesenden Staats- oder Regierungschefs |
| 29. und 30. September | Chișinău, Cricova und Strășeni ( Moldau)                             | - Treffen mit Präsidentin Maia Sandu - Kranzniederlegung am Denkmal von Ștefan cel Mare - Ansprache zur Eröffnung einer deutsch-moldauischen Wirtschaftskonferenz - Gespräch mit Parlamentspräsident Igor Grosu - Gespräch mit Premierministerin Natalia Gavrilița - Besuch des Nationalmuseums für Völkerkunde und Naturgeschichte |
| 5. und 6. Oktober     | Kiew, Korjukiwka und Babyn Jar ( Ukraine)                            | Teilnahme an Gedenkveranstaltungen zum 80. Jahrestag der Massenmorde von Babyn Jar |
| 24. und 25. Oktober   | Rom ( Italien) und Vatikanstadt                                      | - Abendessen mit dem deutschen Botschafter beim Heiligen Stuhl Bernhard Kotsch - Privataudienz bei Papst Franziskus - Gespräch mit Vertretern des Souveränen Malteserordens - Gespräch mit Kardinalstaatssekretär Pietro Parolin |
| 27. bis 29. Oktober   | Dublin, Glencree, An Spidéal und Limerick ( Irland)                  | Staatsbesuch - Treffen mit Präsident Michael D. Higgins - Besuch des Garden of Remembrance - Gespräch mit Premierminister Micheál Martin - Gespräch mit Unterhaussprecher Seán Ó Fearghaíl - Besichtigung des Book of Kells und der Bibliothek des Trinity College - Gespräch mit Angehörigen der Operation Shamrock - Besuch des deutschen Soldatenfriedhofs Glencree - Gespräch mit der Bürgermeisterin Dublins, Alison Gilliland - Besuch der University of Limerick |
| 4. und 5. November    | Oslo und Hole ( Norwegen)                                            | - Gespräch mit der Präsidentin des Storting, Eva Kristin Hansen - Treffen mit König Harald V. - Besuch des Instituts für Friedensforschung - Gespräch mit Ministerpräsident Jonas Gahr Støre - Besuch des Munch-Museums Oslo - Besuch der Insel Utøya und Gedenken der Anschlagsopfer von 2011 - Verleihung des Bundesverdienstkreuzes an Wencke Myhre und Gunnar Stålsett |
| 18. November          | New York ( Vereinigte Staaten)                                       | - Besuch des National September 11 Memorial and Museum - Gespräch mit Außenminister a. D. Henry Kissinger - Verleihung der Leo-Baeck-Medaille an den Bundespräsidenten |
| 2. Dezember           | Straßburg ( Frankreich)                                              | - Ansprache bei einer Gedenkfeier für den früheren französischen Staatspräsidenten Valéry Giscard d’Estaing - Gespräch mit dem französischen Staatspräsidenten Emmanuel Macron |

## 2022
| Datum                        | Ort                                                    | Hauptgrund |
| ---------------------------- | ------------------------------------------------------ | --- |

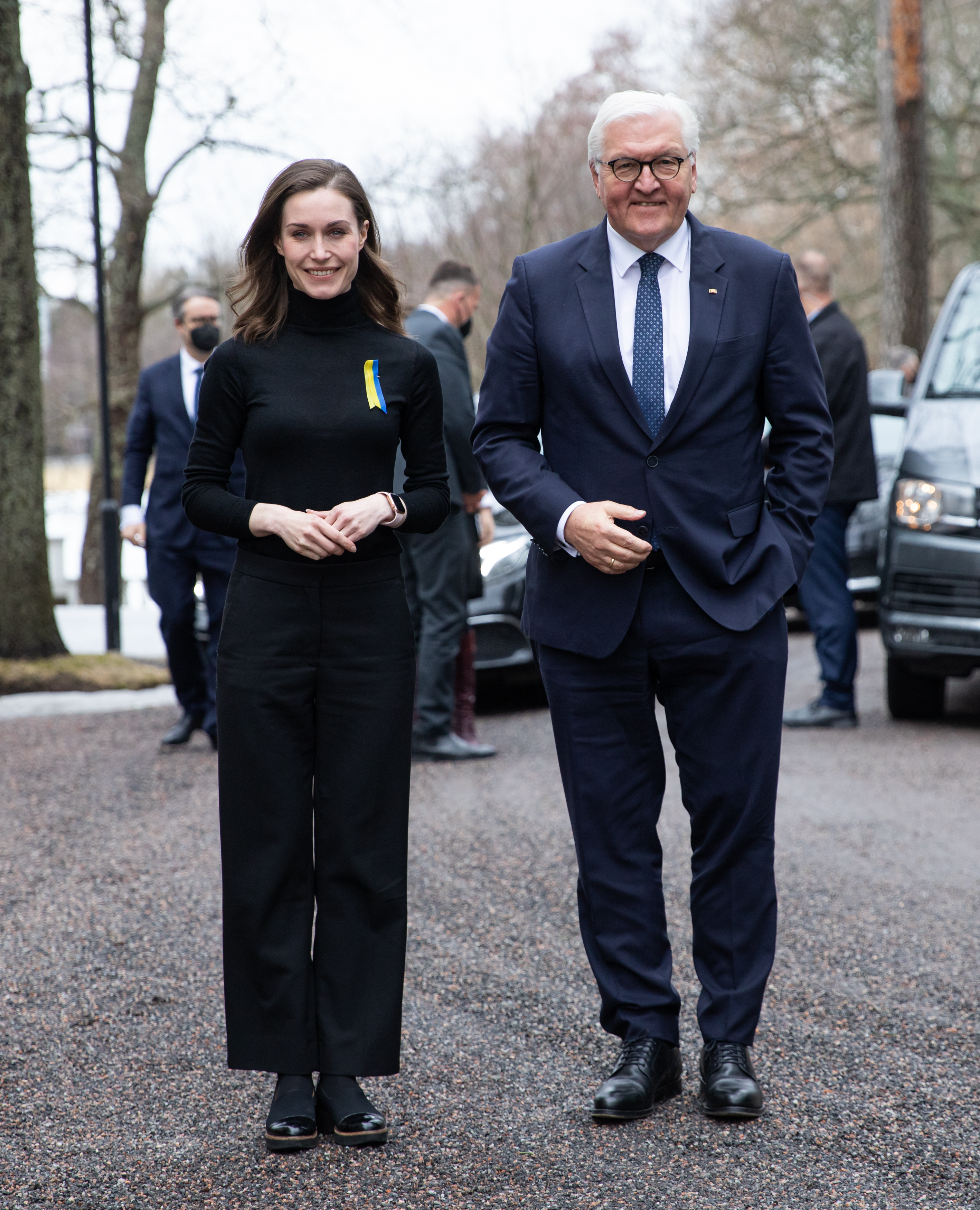
Bundespräsident Steinmeier mit der finnischen Ministerpräsidentin Sanna Marin

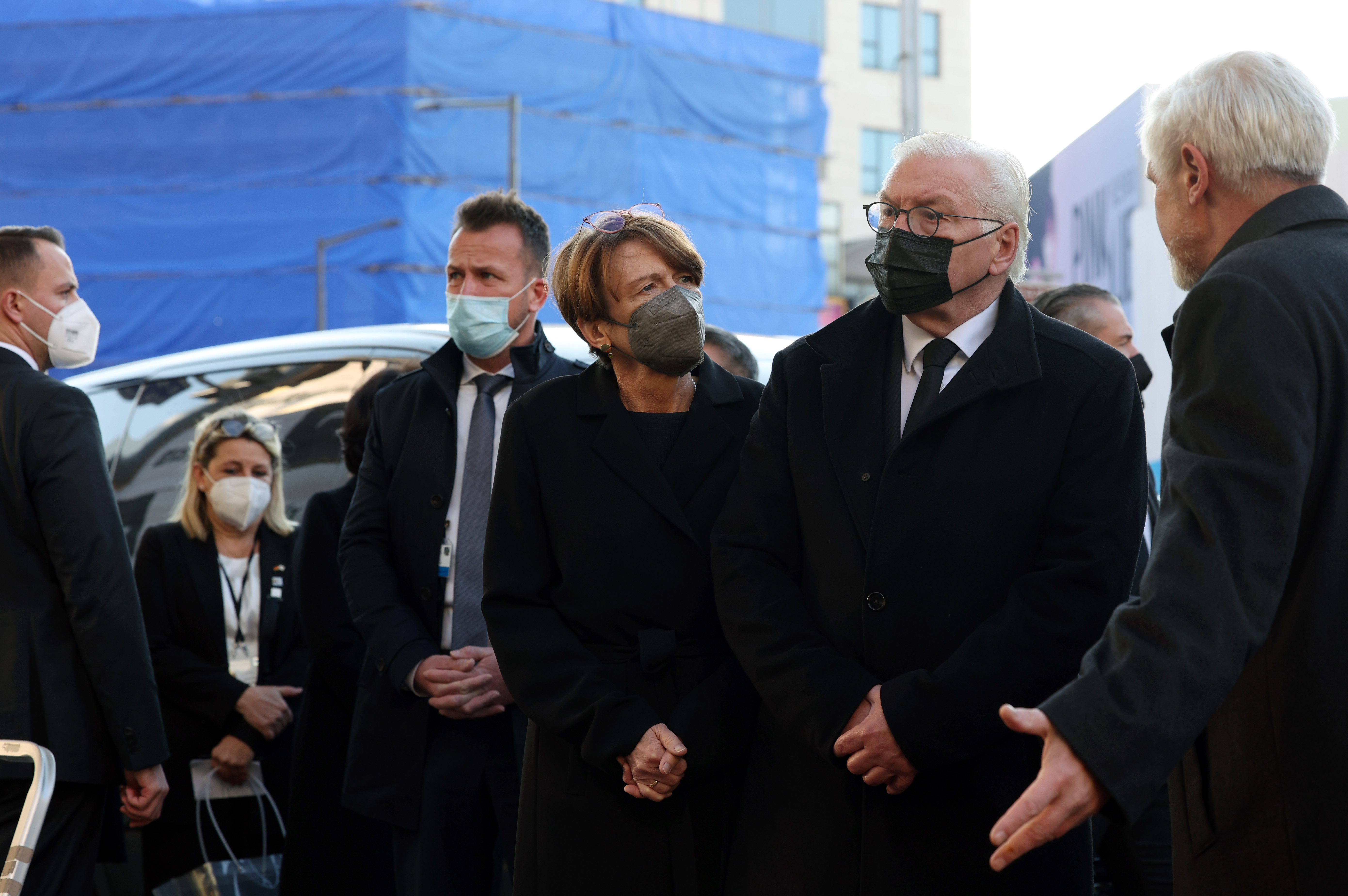
Bundespräsident Steinmeier und Elke Büdenbender in Südkorea

| 15. und 16. Februar          | Riga ( Lettland)                                       | - Treffen mit Präsident Egils Levits - Rede im Rahmen der internationalen Konferenz zum 100. Jahrestag der Verfassung Lettlands - Besuch des Richard-Wagner-Hauses in Riga - Besuch Žanis-Lipke-Gedenkstätte in Riga |
| 20. bis 23. Februar          | Dakar, Gorée, Bargny und Popenguine-Ndayane ( Senegal) | - Treffen mit Präsident Macky Sall - Treffen mit Mitarbeitern des Goethe-Instituts Dakar, Wirtschaftsvertretern und Vertretern der Zivilgesellschaft - Besuch der Insel Gorée (die als Symbol für die Verschleppung von Sklaven über den Atlantik steht) - Besuch einer auf Kampfmittelabwehr spezialisierten Beratergruppe der Bundeswehr - Besuch des Dakar Design Hub                                                                                            |
| 3. März                      | Vilnius und Rukla ( Litauen)                           | - Treffen mit Präsident Gitanas Nausėda - Besuch des deutschen Einsatzkontingents der NATO-EFP-Battlegroup Lithuania in Rukla zusammen mit Gitanas Nausėda |
| 8. April                     | Helsinki ( Finnland)                                   | - Treffen mit Präsident Sauli Niinistö - Besuch des Europäischen Exzellenzzentrums für die Bekämpfung hybrider Bedrohungen - Gesprächsrunde zur Nachbarschaft mit Russland in der Zentralbibliothek von Helsinki - Treffen mit Ministerpräsidentin Sanna Marin |
| 12. April                    | Warschau ( Polen)                                      | - Treffen mit Präsident Andrzej Duda - Gespräch mit Elżbieta Penderecka, der Witwe des Komponisten Krzysztof Penderecki |
| 27. April                    | Košice und Sliač ( Slowakei)                           | - Treffen mit Präsidentin Zuzana Čaputová - Besuch des deutschen Einsatzkontingents der NATO-Battlegroup in Sliač |
| 4. Mai                       | Bukarest ( Rumänien)                                   | - Treffen mit Präsident Klaus Johannis - Gespräch mit Vertretern der deutschen und jüdischen Minderheit in Rumänien |
| 15. Mai                      | Abu Dhabi ( Vereinigte Arabische Emirate)              | Teilnahme an einer Trauerversammlung zum Tod von Präsident Scheich Chalifa bin Zayid Al Nahyan |
| 14. und 15. Juni             | Singapur                                               | - Gespräch mit Außenminister Vivian Balakrishnan - Besuch des Asien-Campus der Technischen Universität München - Gespräch mit dem stellvertretenden Ministerpräsidenten Lawrence Wong - Besuch des asiatischen Zivilisationsmuseums und der Nationalgalerie von Singapur - Treffen mit Präsidentin Halimah Yacob - Besuch von Bosch Southeast Asia - Besuch des German Center Singapur                                                                              |
| 15. bis 17. Juni             | Jakarta und Yogyakarta ( Indonesien)                   | Staatsbesuch - Kranzniederlegung am Ehrenfriedhof Kalibata - Treffen mit Präsident Joko Widodo - Besuch der Deutschen Schule Jakarta - Besuch des Center for Indonesian Digital Industry - Treffen mit dem Gouverneur der Provinz Zentraljava, Ganjar Pranowo - Besuch der Tempelanlage Borobudur - Besuch der Gadjah-Mada-Universität - Besuch des Jogja National Museum - Treffen mit dem Sultan von Yogyakarta, Hamengkubuwono X., und Kronprinzessin Mangkubumi |
| 20. und 21. Juni             | Riga ( Lettland)                                       | - Teilnahme am Gipfeltreffen der Drei-Meere-Initiative - Besuch eines Festgottesdienstes in der Petrikirche gemeinsam mit Präsident Egils Levits |
| 12. und 13. September        | Vaduz und Schaan ( Liechtenstein)                      | Teilnahme am Treffen der Staatsoberhäupter der deutschsprachigen Länder |
| 19. September                | London ( Vereinigtes Königreich)                       | Teilnahme am Staatsbegräbnis für Königin Elisabeth II. |
| 19. bis 22. September        | Mexiko-Stadt und Guadalajara ( Mexiko)                 | - Treffen mit Präsident Andrés Manuel López Obrador - Treffen mit der Bürgermeisterin von Mexiko-Stadt, Claudia Sheinbaum - Rede vor dem Senat - Besuch eines Konzerts im Hospicio Cabañas |
| 5. bis 7. Oktober            | Valletta, Mdina, Attard und Birżebbuġa ( Malta)        | - Teilnahme am Treffen der Arraiolos-Gruppe der nicht-exekutiven Staatsoberhäupter der Europäischen Union - Besuch beim deutschen U-Boot U 35 und Gespräch mit der Besatzung - Bilaterales Treffen mit Präsident George Vella |
| 25. Oktober                  | Korjukiwka und Kiew ( Ukraine)                         | - Treffen mit Präsident Wolodymyr Selenskyj - Treffen mit dem Bürgermeister von Kiew, Vitali Klitschko |
| 31. Oktober bis 3. November  | Tokio und Kyōto ( Japan)                               | - Treffen mit Kaiser Naruhito - Treffen mit Premierminister Fumio Kishida - Diskussion über das 25-jährige Jubiläum des Kyoto-Protokolls |
| 3. bis 5. November           | Seoul und Busan ( Südkorea)                            | - Treffen mit Präsident Yoon Suk-yeol - Besuch des weltweit einzigen UN-Friedhofs für gefallene UN-Soldaten |
| 16. und 17. November         | New York City ( Vereinigte Staaten)                    | - Verleihung des Henry-Kissinger-Preises der American Academy in Berlin an den Bundespräsidenten - Treffen mit dem Gouverneur von New Jersey, Phil Murphy - Treffen mit dem Präsidenten der Eurasia Group, Ian Bremmer - Treffen mit Außenminister a. D. Henry Kissinger |
| 29. November bis 1. Dezember | Skopje, Bogdanci und Kavadarci ( Nordmazedonien)       | - Treffen mit Präsident Stevo Pendarovski - Treffen mit Ministerpräsident Dimitar Kovačevski |
| 1. und 2. Dezember           | Tirana und Berat ( Albanien)                           | - Treffen mit Präsident Bajram Begaj - Treffen mit Ministerpräsident Edi Rama |
| 31. Dezember                 | Brasília ( Brasilien)                                  | Gespräch mit dem designierten Präsidenten Luiz Inácio Lula da Silva |

## 2023
| Datum                       | Ort                                                      | Hauptgrund |
| --------------------------- | -------------------------------------------------------- | --- |

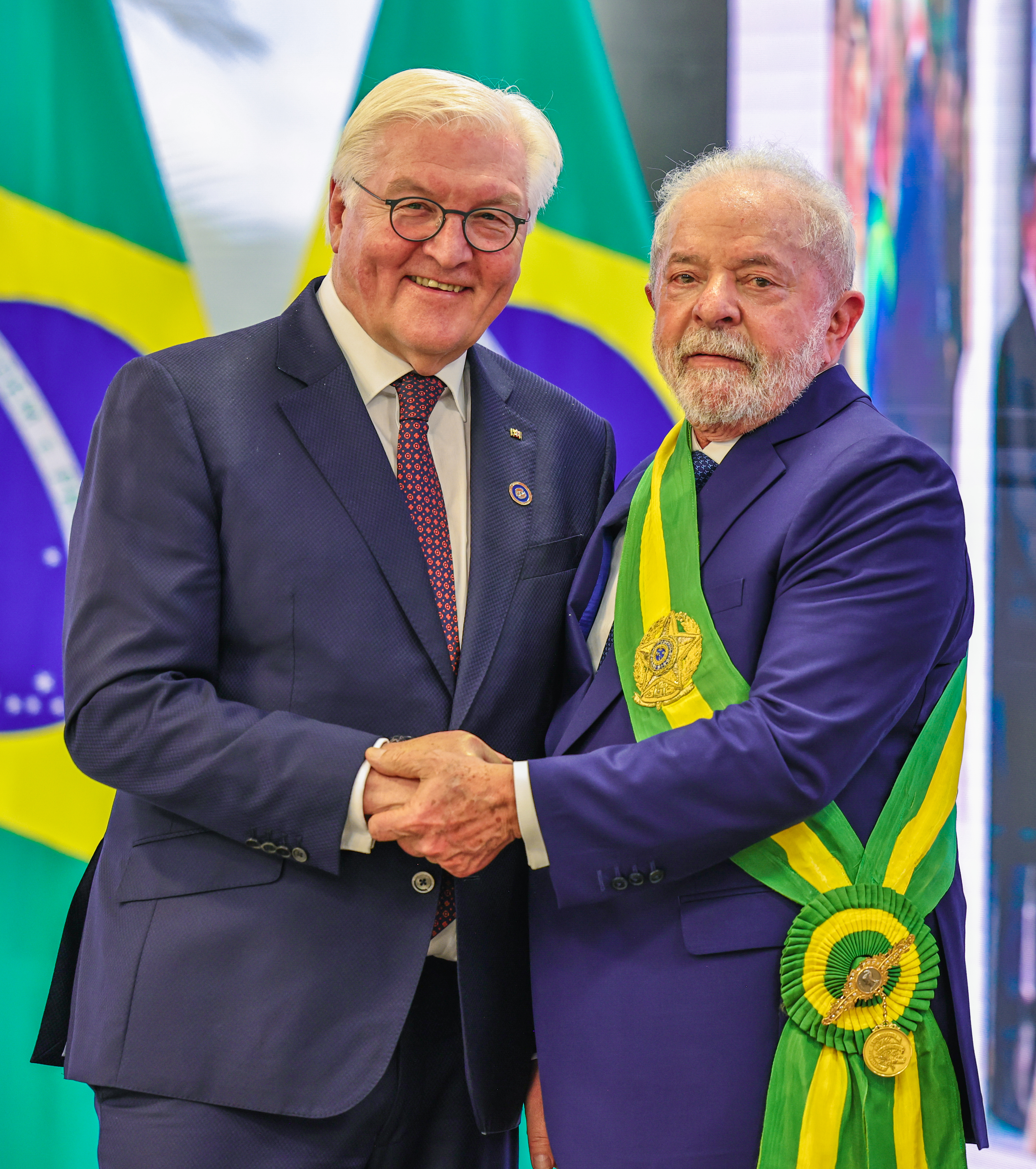
Bundespräsident Steinmeier mit dem brasilianischen Präsidenten Luiz Inácio Lula da Silva

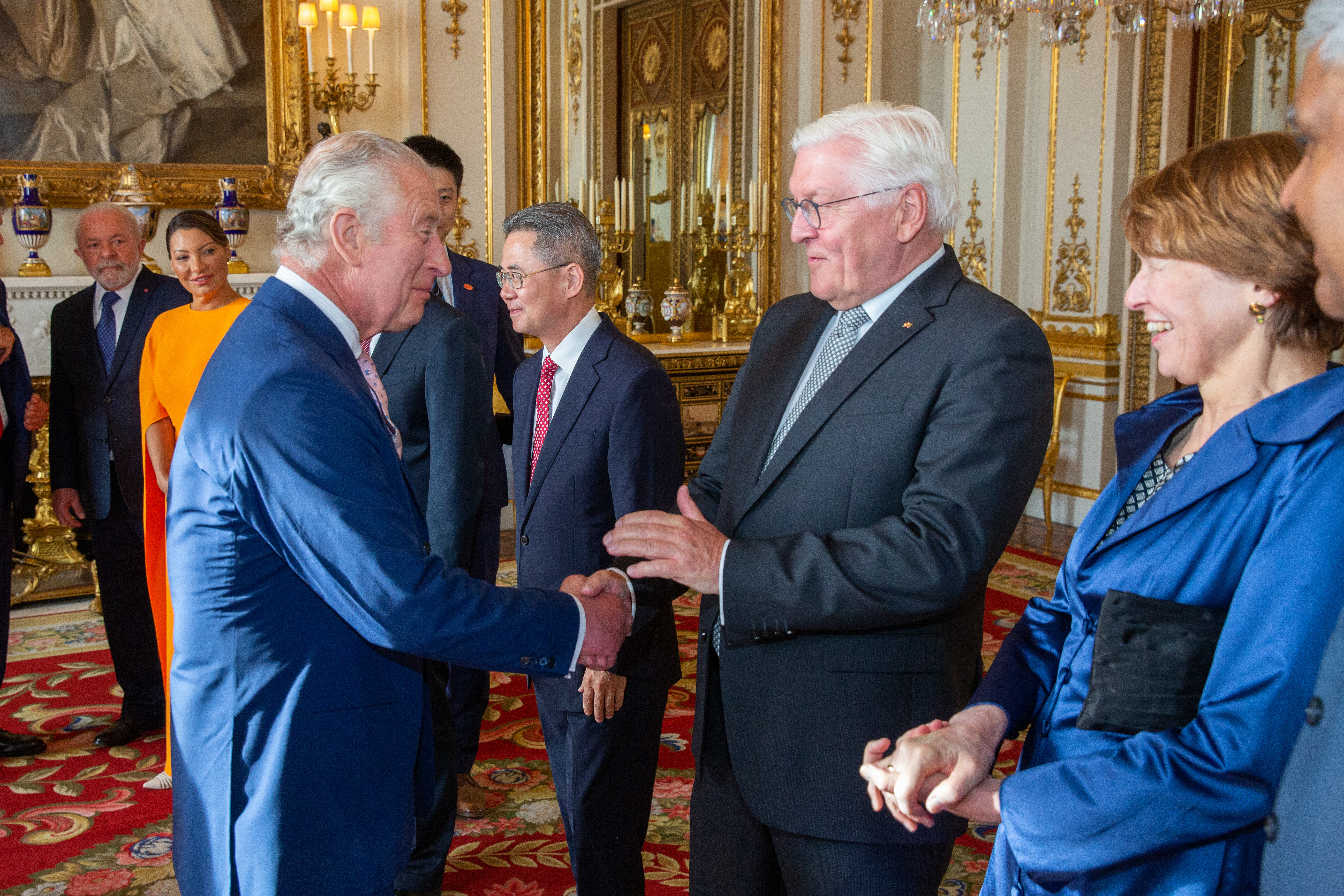
Bundespräsident Steinmeier und Elke Büdenbender mit dem britischen König Charles III.

| 1. bis 3. Januar            | Brasília und Manaus ( Brasilien)                         | - Teilnahme an den offiziellen Feierlichkeiten zur Amtseinführung von Präsident Luiz Inácio Lula da Silva - Besuch des Amazonas-Regenwalds |
| 5. Januar                   | Rom ( Italien) und Vatikanstadt                          | - Treffen mit Papst Franziskus - Teilnahme an der Beerdigung des emeritierten Papstes Benedikt XVI. - informelles Treffen mit dem italienischen Staatspräsidenten Sergio Mattarella |
| 6. und 7. Februar           | Genf ( Schweiz)                                          | - Gespräch mit dem Hohen Kommissar der Vereinten Nationen für Menschenrechte, Volker Türk - Verleihung des Großen Bundesverdienstkreuzes mit Stern an Peter Maurer - Gespräch mit der Präsidentin des Internationalen Komitees vom Roten Kreuz, Mirjana Spoljaric Egger                                         |
| 13. bis 16. Februar         | Siem Reap und Phnom Penh ( Kambodscha)                   | - Besichtigung der Tempelanlage Angkor Wat - Gespräch mit Senatspräsident Say Chhum - Gespräch mit Premierminister Hun Sen - Besichtigung des Tuol-Sleng-Genozid-Museums |
| 16. bis 19. Februar         | Penang, Kuala Lumpur und Kuching ( Malaysia)             | - Gespräch mit König Abdullah Shah - Gespräch mit Premierminister Anwar Ibrahim |
| 15. und 16. März            | Lääne-Harju und Tallinn ( Estland)                       | - Besuch des deutschen Kontingents der NATO-Mission Air Policing Baltikum auf dem Flughafen Ämari - Gespräch mit Staatspräsident Alar Karis - Verleihung des Bundesverdienstkreuzes an Staatspräsidentin a. D. Kersti Kaljulaid - Gespräch mit Premierministerin Kaja Kallas                                    |
| 18. und 19. April           | Warschau ( Polen)                                        | - Teilnahme an der Gedenkfeier zum 80. Jahrestag des Aufstands im Warschauer Ghetto - Teilnahme an einem Gottesdienst in der Nożyk-Synagoge - Gespräch mit Präsident Andrzej Duda - Gespräch mit dem israelischen Präsidenten Jitzchak Herzog - Besuch eines Konzerts im Nationaltheater Warschau               |
| 23. bis 27. April           | Ottawa, Vancouver, Yellowknife und Tuktoyaktuk ( Kanada) | - Gespräch mit Generalgouverneurin Mary Simon - Gespräch mit Premierminister Justin Trudeau - Gespräch mit David Eby, Premierminister von British Columbia |
| 5. und 6. Mai               | London ( Vereinigtes Königreich)                         | Teilnahme an der Krönung von König Charles III. und Königin Camilla |
| 24. bis 26. Mai             | Bukarest, Hermannstadt und Timișoara ( Rumänien)         | - Treffen mit Präsident Klaus Johannis - Gespräch mit Ministerpräsident Nicolae Ciucă - Gespräch mit Senatspräsidentin Alina Gorghiu - Gespräch mit Abgeordnetenkammerpräsident Marcel Ciolacu - Besuch eines Konzerts in der Banater Philharmonie - Treffen mit dem Bürgermeister von Timișoara, Dominic Fritz |
| 29. und 30. Mai             | Pabradė und Vilnius ( Litauen)                           | - Besuch des deutschen Kontingents der NATO-Battlegroup - Gespräch mit Präsident Gitanas Nausėda |
| 19. bis 21. Juni            | Astana, Quryq und Aqtau ( Kasachstan)                    | - Gespräch mit Präsident Qassym-Schomart Toqajew - Eröffnung des deutsch-kasachischen Instituts für nachhaltiges Ingenieurwesen an der Yessenov-Universität |
| 21. bis 23. Juni            | Bischkek ( Kirgisistan)                                  | - Gespräch mit Präsident Sadyr Dschaparow - Besuch der OSZE-Akademie in Bischkek gemeinsam mit Helga Schmid - Besuch des Ala-Artscha-Nationalparks |
| 9. bis 11. Juli             | Luxemburg und Esch an der Alzette ( Luxemburg)           | - Gespräch mit Großherzog Henri - Kranzniederlegung am Kanounenhiwwel - Gespräch mit Abgeordnetenkammerpräsident Fernand Etgen - Gespräch mit Premierminister Xavier Bettel - Gespräch mit Außenminister Jean Asselborn - Besuch des Geburtshauses von Robert Schuman - Besuch der Universität Luxemburg        |
| 31. August und 1. September | Paris ( Frankreich)                                      | Abendessen mit Staatspräsident Emmanuel Macron und Brigitte Macron |
| 11. und 12. September       | Brüssel und Eupen ( Belgien)                             | Teilnahme am Treffen der Staatsoberhäupter der deutschsprachigen Länder |
| 20. bis 22. September       | Syrakus, Piazza Armerina, Catania und Venedig ( Italien) | - Gespräch mit Staatspräsident Sergio Mattarella - Besuch der Villa Romana del Casale - Besuch des Deutschen Studienzentrums in Venedig - Besuch der Architekturbiennale Venedig |
| 26. September               | Rom ( Italien)                                           | Teilnahme an den Trauerfeierlichkeiten für den ehemaligen italienischen Staatspräsidenten Giorgio Napolitano |
| 3. bis 5. Oktober           | Praia, Cidade Velha und Mindelo ( Kap Verde)             | - Gespräch mit Staatspräsident José Maria Neves - Rede vor der Nationalversammlung |
| 6. Oktober                  | Washington, D.C. ( Vereinigte Staaten)                   | Gespräch mit Präsident Joe Biden |
| 30. Oktober bis 1. November | Daressalam und Songea ( Tansania)                        | - Gespräch mit Präsidentin Samia Suluhu Hassan - Besuch der Gräber der Opfer des Maji-Maji-Aufstands |
| 1. bis 3. November          | Lusaka und Livingstone ( Sambia)                         | - Gespräch mit Präsident Hakainde Hichilema - Besuch der Victoriafälle und des Mosi-oa-Tunya-Nationalparks |
| 26. und 27. November        | Jerusalem ( Israel)                                      | Gespräch mit Präsident Jitzchak Herzog |
| 28. November                | Maskat und Nizwa ( Oman)                                 | - Gespräch mit Sultan Haitham ibn Tariq - Besuch der Festung von Nizwa |
| 29. November                | Doha ( Katar)                                            | Gespräch mit Emir Tamim bin Hamad Al Thani |

## 2024
| Datum                  | Ort                                                             | Hauptgrund |
| ---------------------- | --------------------------------------------------------------- | --- |
| 5. Januar              | Paris ( Frankreich)                                             | Teilnahme an der Trauerfeier für Jacques Delors |
| 22. bis 24. Januar     | Hanoi und Ho-Chi-Minh-Stadt ( Vietnam)                          | - Gespräch mit Staatspräsident Võ Văn Thưởng - Gespräch mit Nguyễn Phú Trọng, Generalsekretär der Kommunistischen Partei - Gespräch mit Premierminister Phạm Minh Chính - Gespräch mit Vương Đình Huệ, Präsident der Nationalversammlung - Besuch des Literaturtempels - Besuch der Vietnamesisch-Deutschen Universität                                                                                       |
| 24. bis 27. Januar     | Bangkok und Ubon Ratchathani ( Thailand)                        | - Gespräch mit König Rama X. - Gespräch mit Ministerpräsident Srettha Thavisin - Besuch der Talsperre Sirindhorn - Besuch des Nationalparks Pha Taem |
| 6. bis 8. Februar      | Ulaanbaatar ( Mongolei)                                         | - Gespräch mit Staatspräsident Uchnaagiin Chürelsüch - Gespräch mit Parlamentspräsident Gombodschawyn Dsandanschatar - Gespräch mit Premierminister Luwsannamsrain Ojuun-Erdene |
| 11. bis 13. Februar    | Larnaka, Nikosia, Kofinou, Pano Lefkara und Kato Drys ( Zypern) | - Gespräch mit Präsident Nikos Christodoulidis - Gespräch mit Parlamentspräsidentin Annita Demetriou - Besuch der Friedenstruppe der Vereinten Nationen in Zypern |
| 23. bis 25. Februar    | Windhoek ( Namibia)                                             | Teilnahme an den Trauerfeierlichkeiten für Präsident Hage Geingob |
| 22. bis 24. April      | Istanbul, Gaziantep und Ankara ( Türkei)                        | - Gespräch mit dem Oberbürgermeister von Istanbul Ekrem İmamoğlu - Gespräch mit Schriftsteller Orhan Pamuk - Kranzniederlegung an Atatürks Mausoleum - Besuch der Fakultät für Sprache, Geschichte und Geographie der Universität Ankara - Gespräch mit dem Oberbürgermeister von Ankara Mansur Yavaş - Gespräch mit Präsident Recep Tayyip Erdoğan - Gespräch mit dem Parteivorsitzenden der CHP, Özgür Özel |
| 29. und 30. April      | Prag ( Tschechien)                                              | - Gespräch mit Präsident Petr Pavel - Besuch der Philosophischen Fakultät der Karls-Universität - Ansprache bei der Konferenz „20 Jahre Tschechien in der EU: Eine Vision für ein erweitertes Europa“ - Besuch des Grabs von František Černý auf dem Vyšehrader Friedhof - Gespräch mit Ministerpräsident Petr Fiala                                                                                          |
| 10. Juni               | Oradour-sur-Glane ( Frankreich)                                 | Teilnahme an der Gedenkveranstaltung zum 80. Jahrestag des Massakers von Oradour |
| 21. Juni               | Brügge ( Belgien)                                               | - Rede bei der Abschlusszeremonie des akademischen Jahres am Europakolleg Brügge - Gespräch mit der Rektorin des Europakollegs, Federica Mogherini |
| 31. Juli und 1. August | Warschau ( Polen)                                               | - Teilnahme an der Gedenkveranstaltung zum 80. Jahrestag des Beginns des Warschauer Aufstands - Gespräch mit Präsident Andrzej Duda |
| 19. August             | Sopron und Fertőrákos ( Ungarn)                                 | - Teilnahme an der Gedenkveranstaltung zum 35. Jahrestag des Paneuropäischen Picknicks - Gespräch mit Präsident Tamás Sulyok |
| 28. und 29. August     | Paris ( Frankreich)                                             | - Gespräch mit Staatspräsident Emmanuel Macron - Teilnahme an der Eröffnungszeremonie der Paralympischen Sommerspiele - Teilnahme am Empfang des deutschen Botschafters Stephan Steinlein für Athleten |
| 10. bis 12. September  | Kairo, Alexandria, Heliopolis und Sakkara ( Ägypten)            | - Besuch der Deutschen Schule der Borromäerinnen Alexandria - Gespräch mit Präsidenten Abd al-Fattah as-Sisi - Gespräch mit Papst Tawadros II. - Besuch der German University in Cairo - Besuch der neuen Hauptstadt Ägyptens |
| 16. und 17. September  | Colmar-Berg und Esch an der Alzette ( Luxemburg)                | Teilnahme am Treffen der Staatsoberhäupter der deutschsprachigen Länder |
| 29. September          | Marzabotto ( Italien)                                           | - Teilnahme an der Gedenkveranstaltung zum 80. Jahrestag des Massakers von Marzabotto - Gespräch mit Präsident Sergio Mattarella |
| 10. und 11. Oktober    | Krakau ( Polen)                                                 | Teilnahme am Treffen der Arraiolos-Gruppe der nicht-exekutiven Staatsoberhäupter der Europäischen Union |
| 29. bis 31. Oktober    | Thessaloniki, Athen, Malakasa und Kandanos ( Griechenland)      | - Gespräch mit Präsidentin Katerina Sakellaropoulou - Besuch des Holocaust-Museums von Griechenland - Austausch mit Künstlern der Athens Biennale - Besuch der Feier zum 150. Jubiläum des Deutschen Archäologischen Instituts Athen - Teilnahme an einer Gedenkveranstaltung zur Erinnerung an das Massaker der deutschen Wehrmacht in Kandanos                                                              |
| 7. Dezember            | Paris ( Frankreich)                                             | Teilnahme an der Zeremonie zur Wiedereröffnung der Kathedrale Notre-Dame de Paris |
| 10. bis 12. Dezember   | Abuja und Lagos ( Nigeria)                                      | - Gespräch mit Präsidenten der ECOWAS-Kommission, Omar Touray - Gespräch mit Präsident Bola Tinubu - Gespräch mit Schriftsteller Wole Soyinka |
| 12. bis 14. Dezember   | Pretoria ( Südafrika)                                           | - Gespräch mit Präsident Cyril Ramaphosa - Gespräch mit dem Parteivorsitzenden der Democratic Alliance, John Steenhuisen |
| 14. Dezember           | Maseru ( Lesotho)                                               | - Gespräch mit König Letsie III. - Gespräch mit Premierminister Sam Matekane |

## 2025
| Datum                 | Ort                                                         | Hauptgrund |
| --------------------- | ----------------------------------------------------------- | --- |

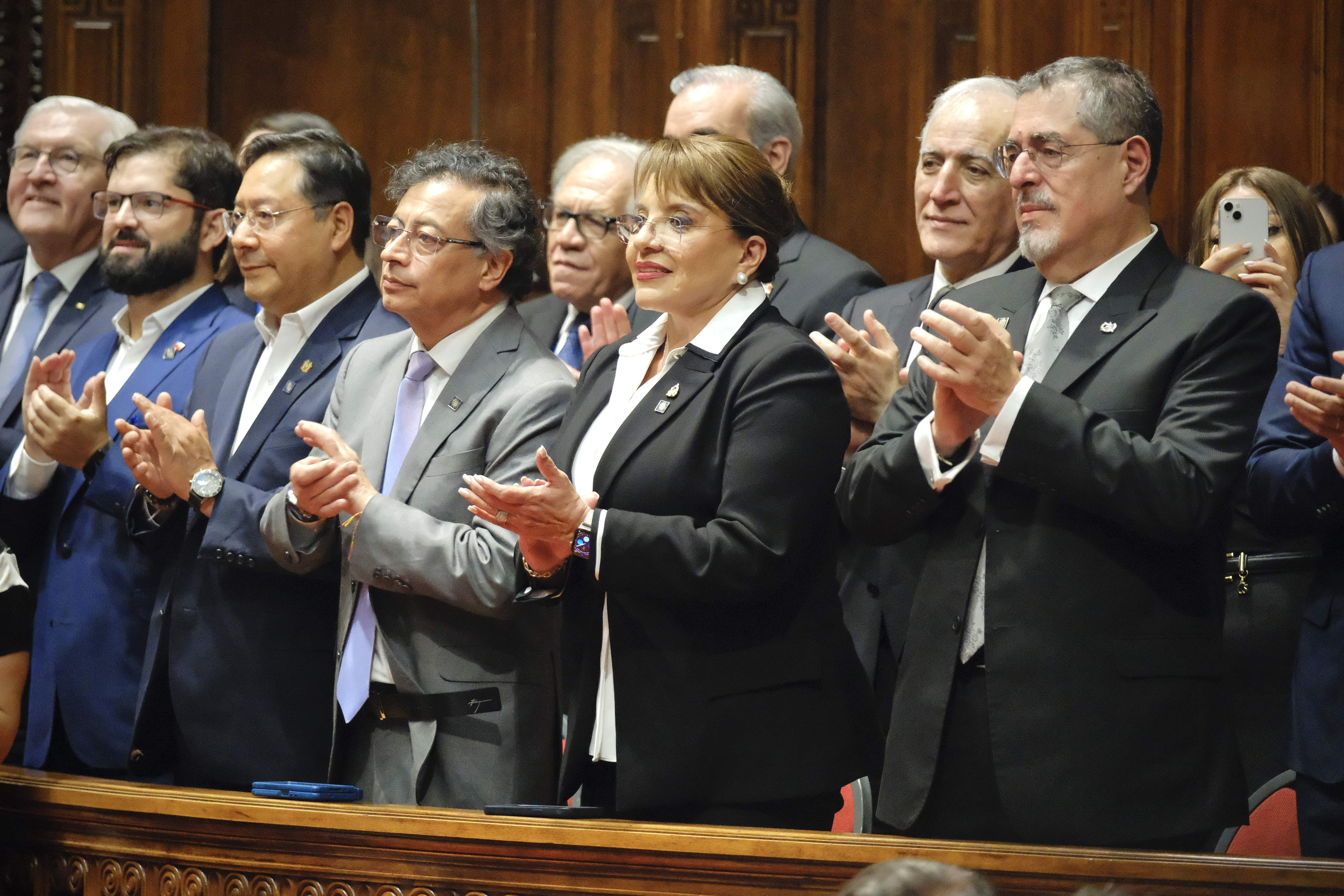
Bundespräsident Steinmeier (ganz links) bei der Amtseinführung des der Amtseinführung des uruguayischen Präsidenten Yamandú Orsi

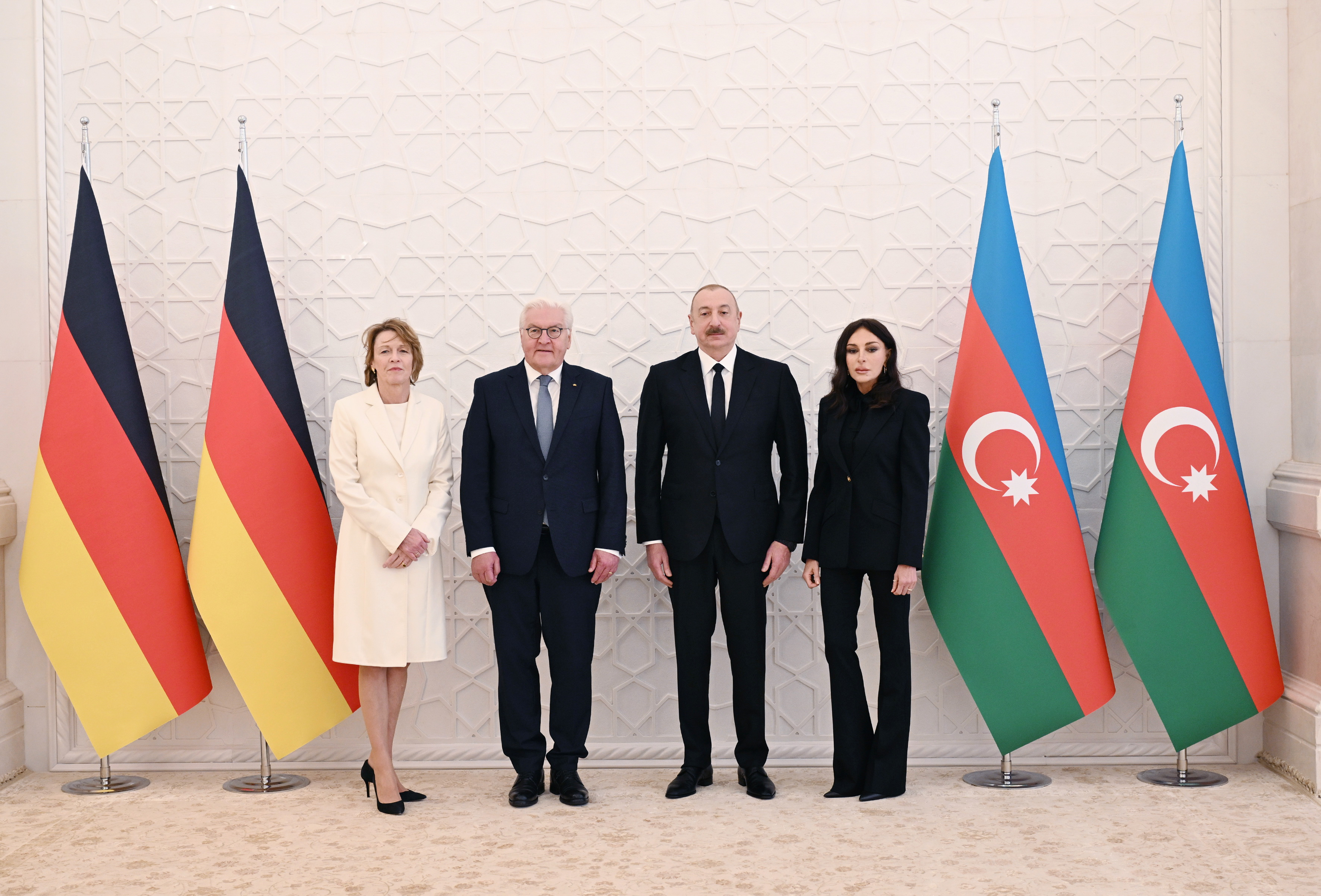
Bundespräsident Steinmeier und Elke Büdenbender mit dem aserbaidschanischen Präsidenten İlham Əliyev und dessen Frau Mehriban Əliyeva

| 27. Januar            | Oświęcim ( Polen)                                           | Teilnahme an der Gedenkveranstaltung zum 80. Jahrestag der Befreiung des KZ Auschwitz |
| 2. und 3. Februar     | Riad ( Saudi-Arabien)                                       | Gespräch mit Kronprinz und Premierminister Mohammed bin Salman |
| 4. und 5. Februar     | Amman und Al-Azraq ( Jordanien)                             | - Besuch des Einsatzkontingents der Bundeswehr in Jordanien - Gespräch mit König Abdullah II. bin al-Hussein |
| 5. Februar            | Ankara ( Türkei)                                            | Gespräch mit Präsident Recep Tayyip Erdoğan |
| 23. Februar           | Warschau ( Polen)                                           | Teilnahme an der Trauerfeier für Marian Turski |
| 1. und 2. März        | Montevideo ( Uruguay)                                       | - Teilnahme an der Amtseinführung des Präsidenten Yamandú Orsi - Gespräch mit Präsident Yamandú Orsi |
| 3. und 4. März        | Asunción ( Paraguay)                                        | Gespräch mit Präsident Santiago Peña |
| 3. bis 6. März        | Santiago de Chile und Antofagasta ( Chile)                  | - Eröffnung des Deutsch-Chilenischen Wirtschaftsroundtables - Besuch der Deutschen Schule Santiago - Gespräch mit Betroffenen und Experten zum Thema Colonia Dignidad - Gespräch mit Präsident Gabriel Boric - Besichtigung des Paranal-Observatoriums - Besichtigung der Baustelle des Extremely Large Telescope |
| 30. März bis 1. April | Jerewan, Dilidschan, Sewansee und Wagharschapat ( Armenien) | - Kranzniederlegung an der Gedenkstätte Zizernakaberd - Gespräch mit Präsident Wahagn Chatschaturjan - Gespräch mit Premierminister Nikol Paschinjan - Gespräch mit Karekin II. Nersissian, Patriarch der Armenischen Apostolischen Kirche                                                                        |
| 1. und 2. April       | Baku ( Aserbaidschan)                                       | - Gespräch mit Präsident İlham Əliyev - Besuch der historischen Innenstadt von Baku |
| 26. April             | Vatikanstadt                                                | Teilnahme an der Beerdigung von Papst Franziskus |
| 28. April             | Brüssel ( Belgien)                                          | - Gespräch mit NATO-Generalsekretär Mark Rutte - Teilnahme am Festakt zu 70 Jahre deutsche NATO-Mitgliedschaft - Gespräch mit Philippe, König der Belgier |
| 13. und 14. Mai       | Tel Aviv-Jaffa und Jerusalem ( Israel)                      | - Gespräch mit Staatspräsident Jitzchak Herzog - Besuch der Israelischen Nationalbibliothek - Gespräch mit Ministerpräsident Benjamin Netanjahu - Gespräche mit Abgeordneten der Knesset |
| 18. bis 20. Juni      | Tokio, Osaka und Kōbe ( Japan)                              | - Gespräch mit Kaiser Naruhito - Gespräch mit Premierminister a. D. Fumio Kishida - Besuch des Wissenschaftsinstituts Tokio - Gespräch mit Schriftsteller Haruki Murakami - Gespräch mit Premierminister Shigeru Ishiba - Besuch der Expo 2025 - Werksbesichtigung bei Airbus Helicopters Japan                   |
| 6. und 7. Juli        | Vilnius, Klaipėda und Nida ( Litauen)                       | - Teilnahme an den Feierlichkeiten zum „Tag der Staatsgründung“ - Gespräch mit Präsident Gitanas Nausėda - Gespräch mit Premierminister Gintautas Paluckas - Besuch der deutschen Panzerbrigade 45 - Besuch des Thomas-Mann-Kulturzentrums                                                                        |
| 8. Juli               | Riga ( Lettland)                                            | - Gespräch mit Präsident Edgars Rinkēvičs - Gespräch mit Ministerpräsidentin Evika Siliņa - Besuch eines Schiffs der deutschen Marine der NATO-Operation Baltic Sentry |
| 23. Juli              | Zürich ( Schweiz)                                           | Besuch des Halbfinalspiels Deutschland gegen Spanien der Fußball-Europameisterschaft der Frauen |